# Кютахья
Кюта́хья (тур. Kütahya, греч. Κοτυάειον) — один из древнейших городов на территории современной Турции. Население — 170 000 жителей (2004 год). Столица одноимённых провинции и района.
В 1912 г. здесь проживали турки — 106 176 чел., греки — 6800 чел., армяне — 3307 чел.
В городе сосредоточены многочисленные памятники, среди которых замок, мечети, медресе, бани, мавзолеи, особняки.

## История

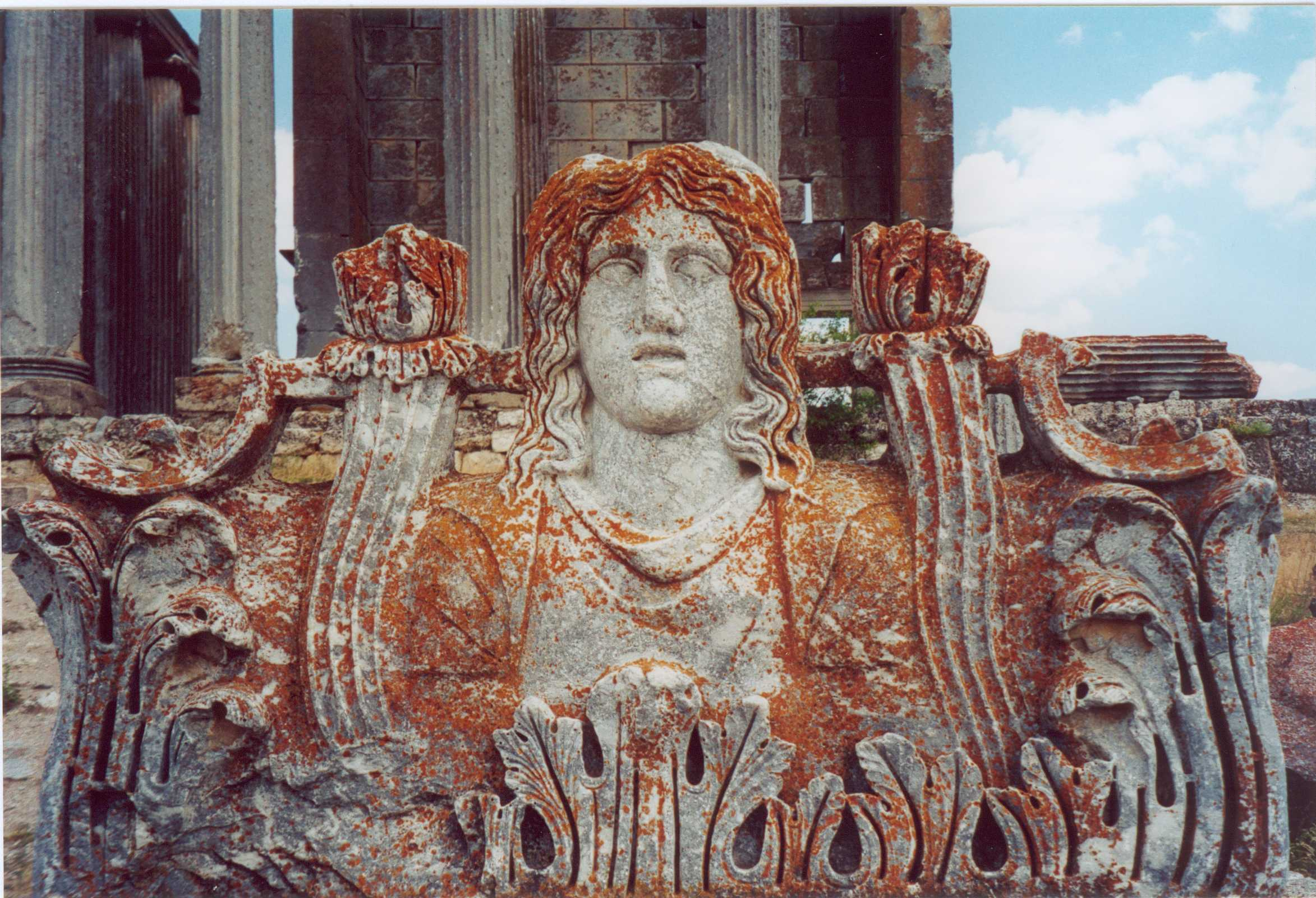
Древний город Айзаной в Кютахье

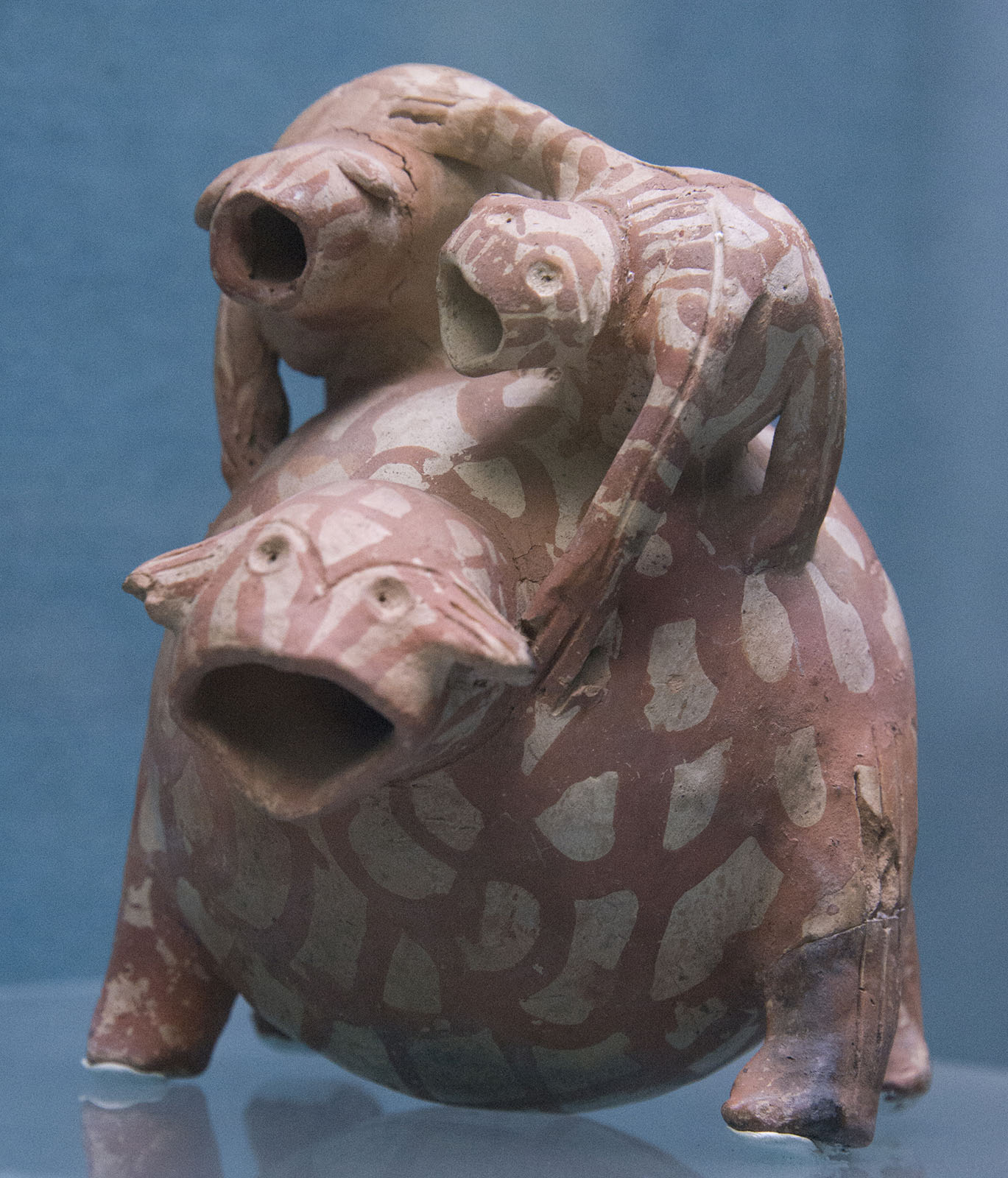
Артефакт в Археологическом музее Кютахьи (англ.)

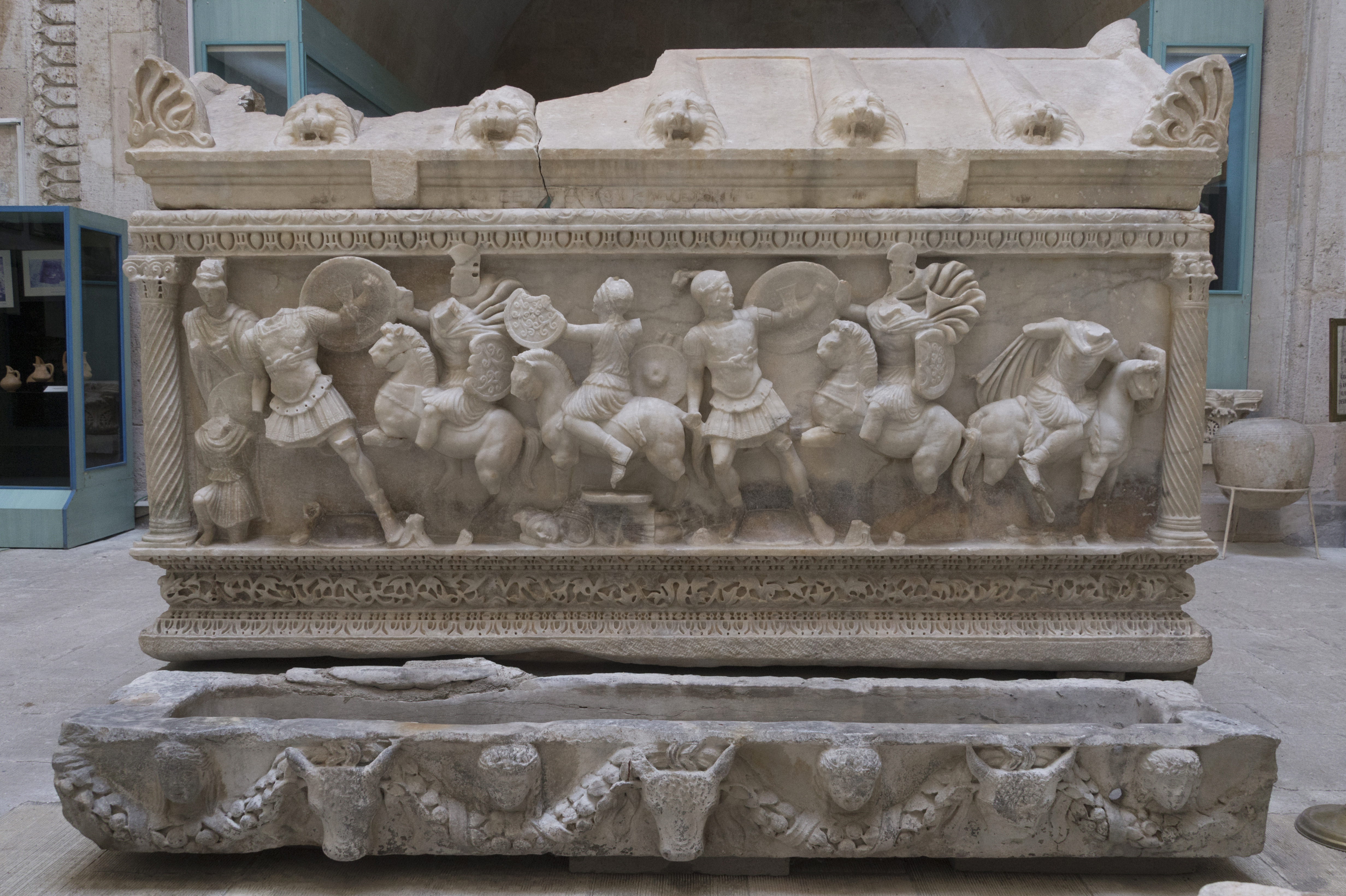
Саркофаг Амазонки в Археологическом музее Кютахьи

Кютахья была основана античными греками (возможно, ионийцами), или же фригийцами. В 334 году до нашей эры город завоевал Александр Македонский, давший ему имя Котиай (греч. Κοτυάειον).
По сведениям Иоанна Малалы, в царствование Феодосия II (408—450), в 443 году, епископом Кютахьи был поставлен Кир Панопольский. Примечательно, что четыре предыдущих епископа были убиты народом.
В 1078 году Кютахья была захвачена турками-сельджуками, но вернулась в состав Византии около 1097 года. Турки не были отброшены византийцами далеко, поскольку в 1159 году у стен города сельджуки атаковали имперскую армию Мануила Комнина, возвращавшегося из похода в Киликию. При любой удобной возможности местные кочевые туркмены пытались убить отставших или потерявшихся византийских воинов. Поражение греков при Мириокефале в 1176 году привело к повторному усилению сельджуков в регионе. В 1182 году, сразу после смерти императора Мануила, султан разграбил город и мусульмане окончательно вытеснили византийцев из города: после этой даты город больше никогда и нигде не упоминается в описании византийских территорий. Около 1250 года в его окрестностях селятся будущие Гермияниды. B 1300 году Кютахья стала столицей курдского бейлика Гермиян, который подвергся постепенной тюркизации в результате постоянного притока тюрок-огузов. В 1428 году завоёвана турками-османами. В XVI веке Кютахья стала конкурентом Изника (Никеи) по производству керамики и расписных изразцов.
В 1833 году Кютахьей завладел Ибрагим-паша, приёмный сын и правая рука Мухаммеда Али Египетского. Однако, когда к Босфору прибыл русский десант, Мухаммеду-Али пришлось заключить Кютахинский мирный договор и освободить провинцию.
В 1850—1851 годах Кютахья была местом ссылки венгерского диктатора-эмигранта Лайоша Кошута.
Армянская община города (около 4 тыс. человек по официальным османским данным) была единственной в Османской империи, которая избежала депортации в годы геноцида, из-за сопротивления местного мусульманского населения.
В 1921 году здесь состоялось самое большое из сражений Второй греко-турецкой войны, в которой победу одержала греческая армия, после чего город был занят греками. Впоследствии, в августе 1922 года, турки-кемалисты одержали победу при Думлупынаре, недалеко от города, в честь которой воздвигнут памятник.

## Экономика

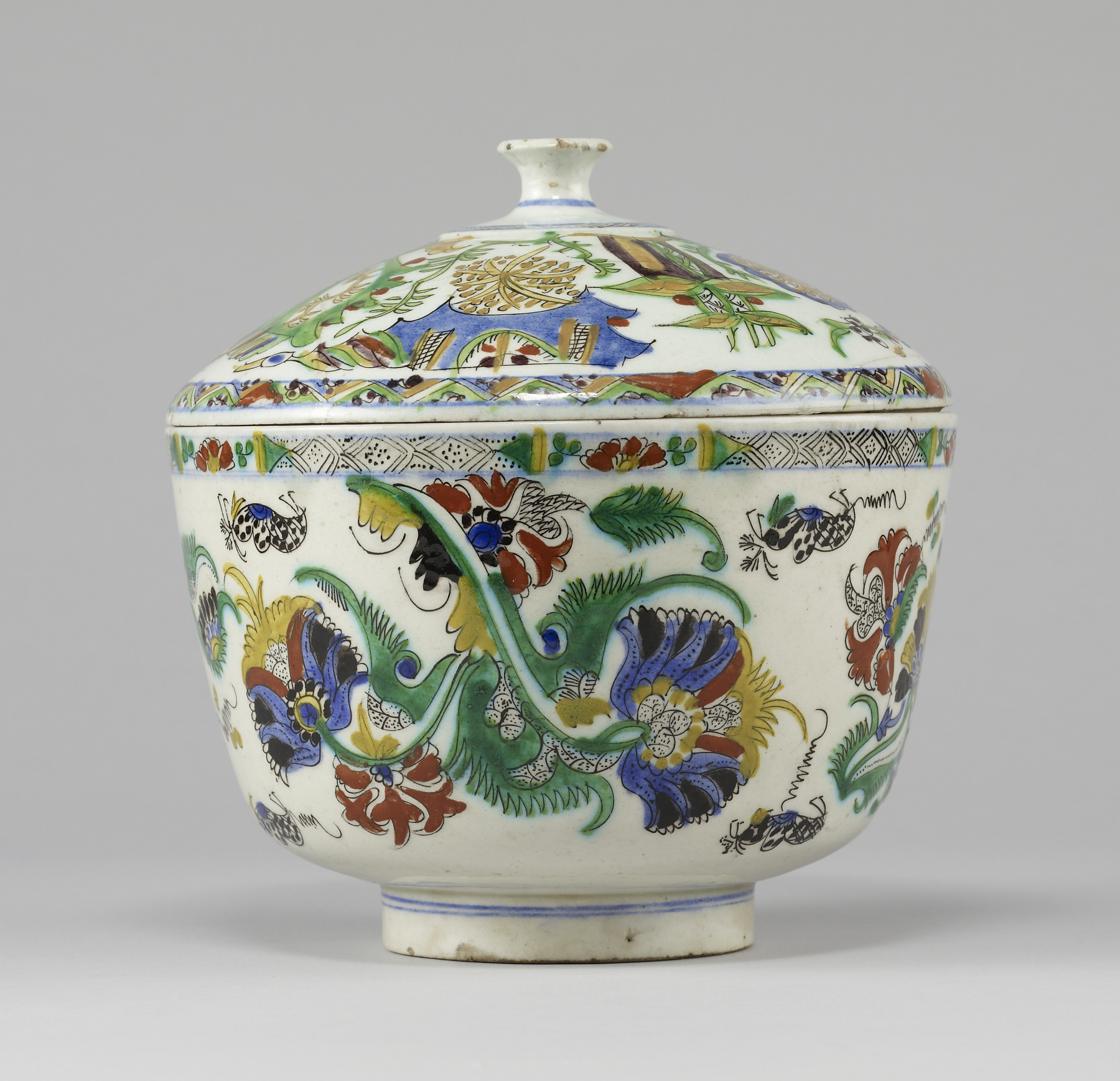
Керамика Кютахьи, закрытая чаша, вторая половина XVIII века

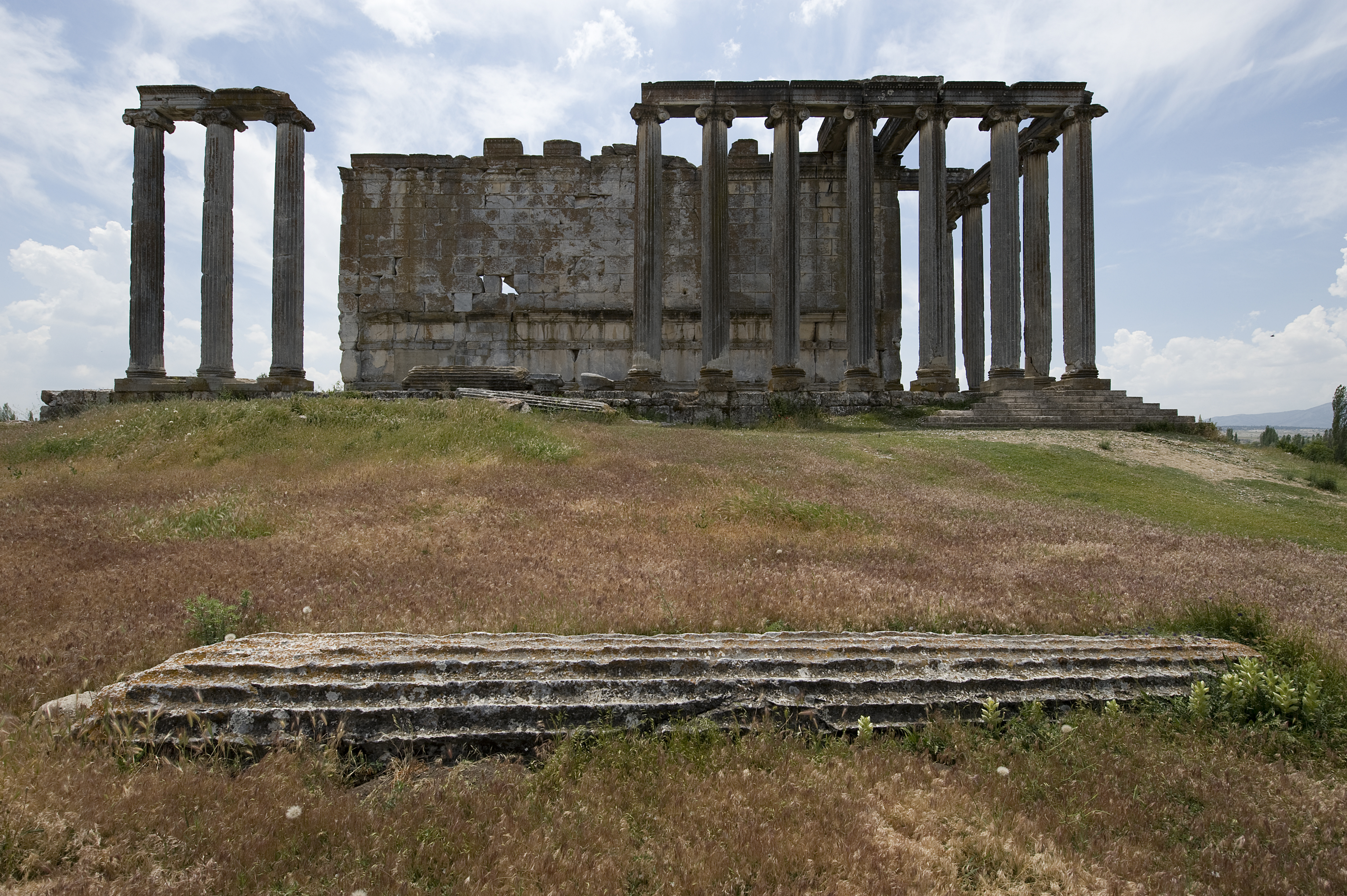
Храм Зевса в древнем городе Айзаной. Туризм — важная экономическая составляющая города.

Промышленное производство в городе имеет большие традиции и восходит к античным временам. Кютахья прежде всего известна керамикой: как декоративной плиткой, так и посудой. Современная промышленность представлена такими отраслями как производство сахара, обработка кож, переработка сепиолита и лигнита, пищевая промышленность.

## Достопримечательности

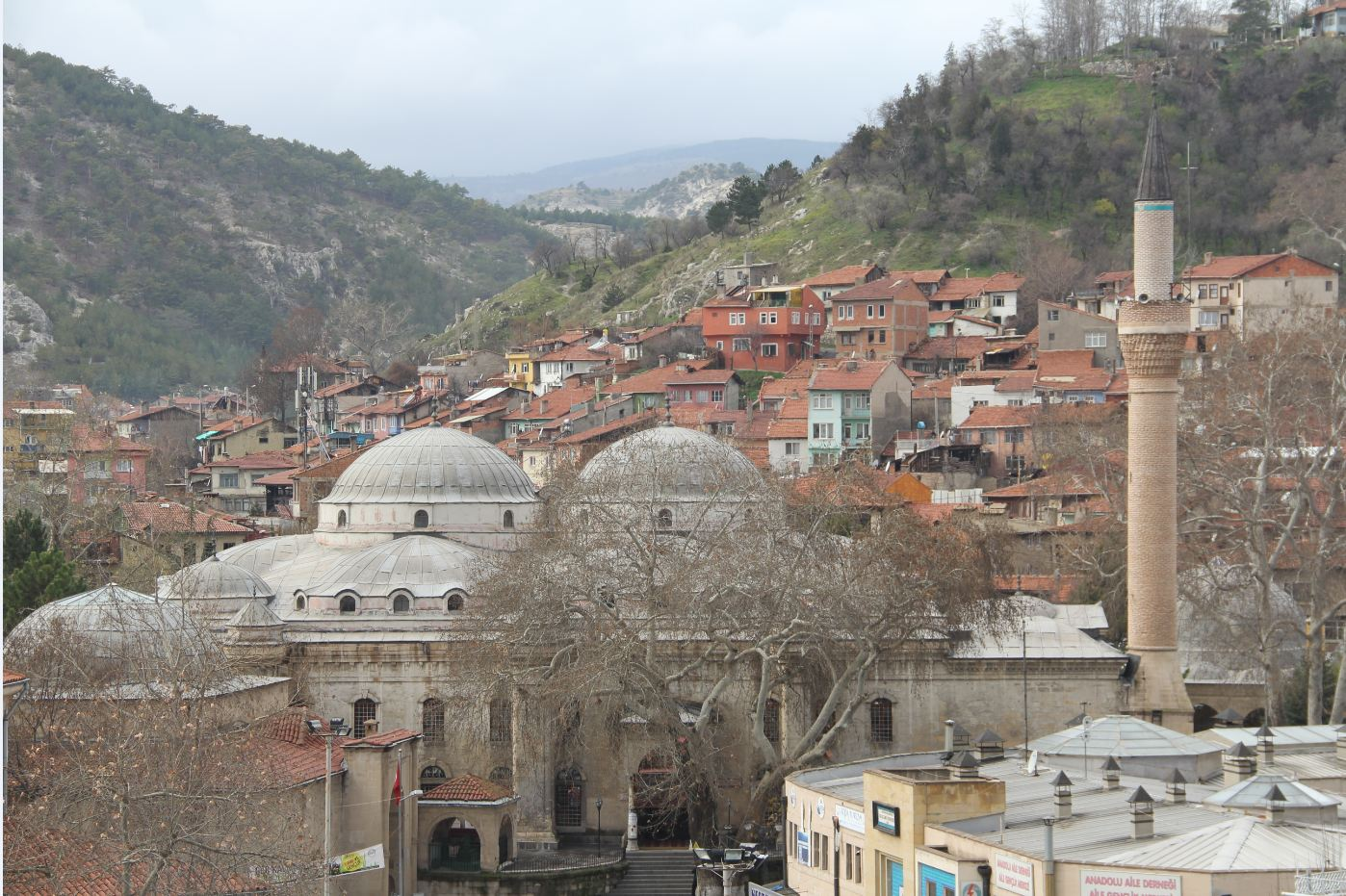
Большая мечеть в Кютахье (начало XV века)

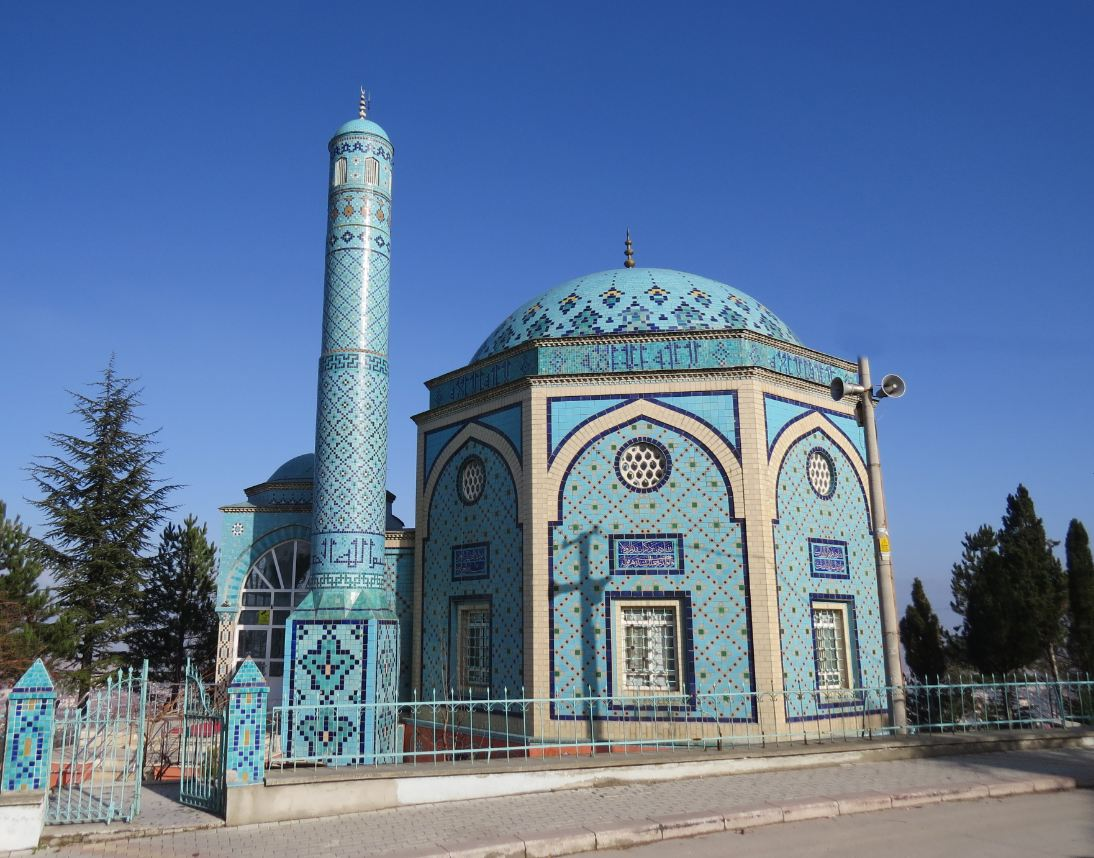
Кютахья. Изразцовая мечеть (1973 год)

Большая мечеть (Ulu Cami), действует с 1410 года.
Венгерский дом (Macar evi) — особняк XVIII века, в котором в 1850-51 годах жил под защитой султана венгерский революционер Лайош Кошут (отсюда название).
Музей археологии с экспонатами, найденными на раскопках в окрестностях города. Представлены находки от неолита до поздневизантийского периода (монеты, могильные плиты, мраморные статуи, керамические изделия). Расположен в здании бывшего медресе.
Музей изразцовой плитки.
Городская крепость на холме над городом. В крепости также расположен современный панорамный ресторан.
Изразцовая мечеть (Çinili Cami) — относительно новая мечеть на юго-востоке города, открытая в 1973 году. Отделка фасада и минарета голубой плиткой имитирует самаркандскую архитектуру.

## Транспорт

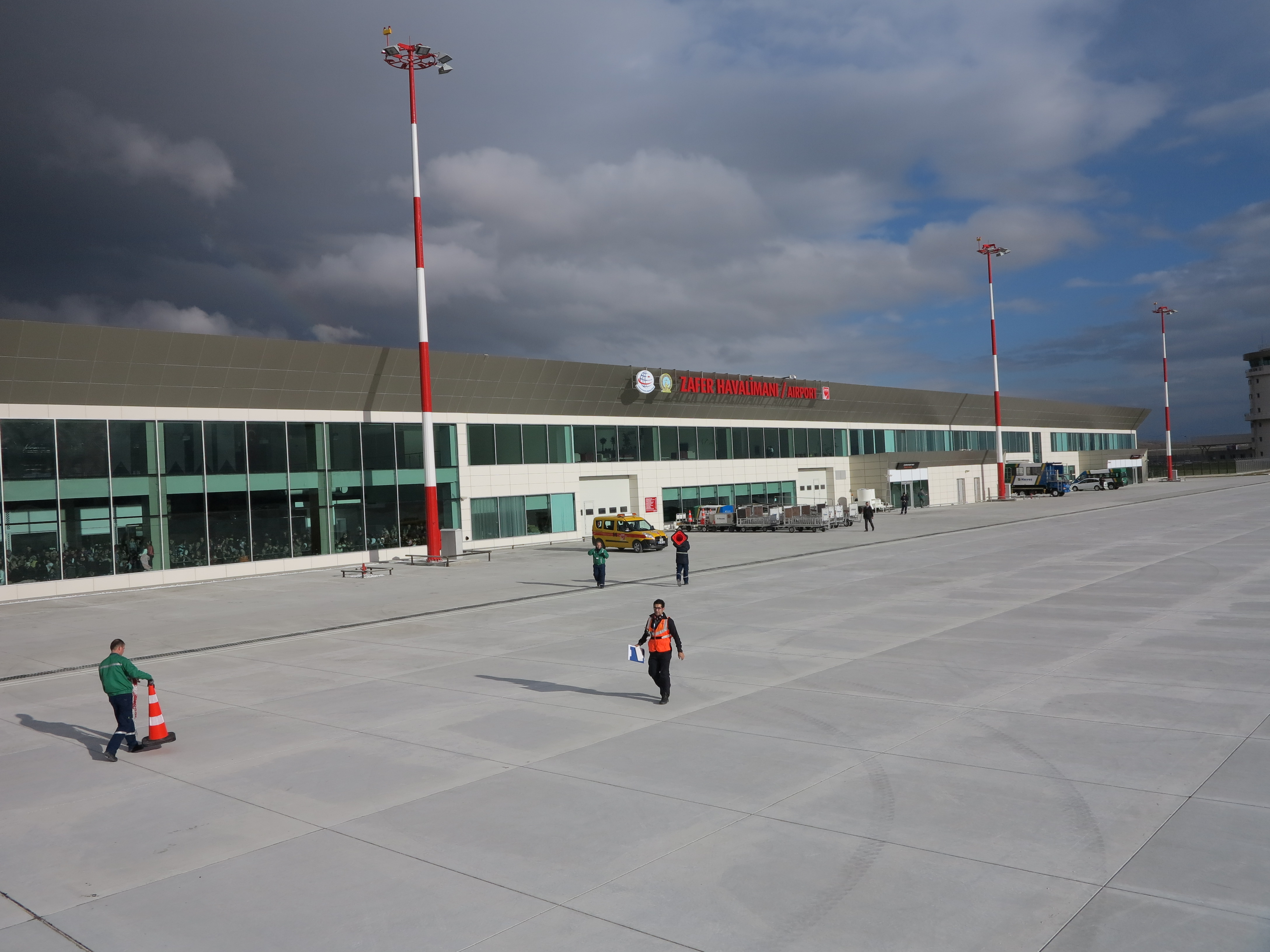
Аэропорт Зафер

Главный автовокзал Кютахьи связан автобусными линиями с большинством крупнейших городов страны. На железнодорожном вокзале останавливаются проходящие пассажирские поезда (в основном поздно ночью) на Адану, Анкару, Измир и в другие города.
С ноября 2012 года работает международный аэропорт Зафер (тур. zafer «победа»), обслуживающий Кютахью (41 км от аэропорта), Афьонкарахисар (59 км) и Ушак (103 км). Из аэропорта совершаются рейсы Turkish Airlines в Стамбул (круглогодично) и SunExpress в Дюссельдорф (с апреля по октябрь). Из аэропорта в Кютахью ходит автобус Havaş, он отправляется через 25 минут после прибытия авиарейса.
Городской транспорт представлен автобусным сообщением, общим числом в 15 маршрутов. Автобусы на маршрутах представляют собой популярный в Турции формат долмуш — небольшие автобусы на 22 места для сидений и 20 мест для стоящих пассажиров.

## Образование

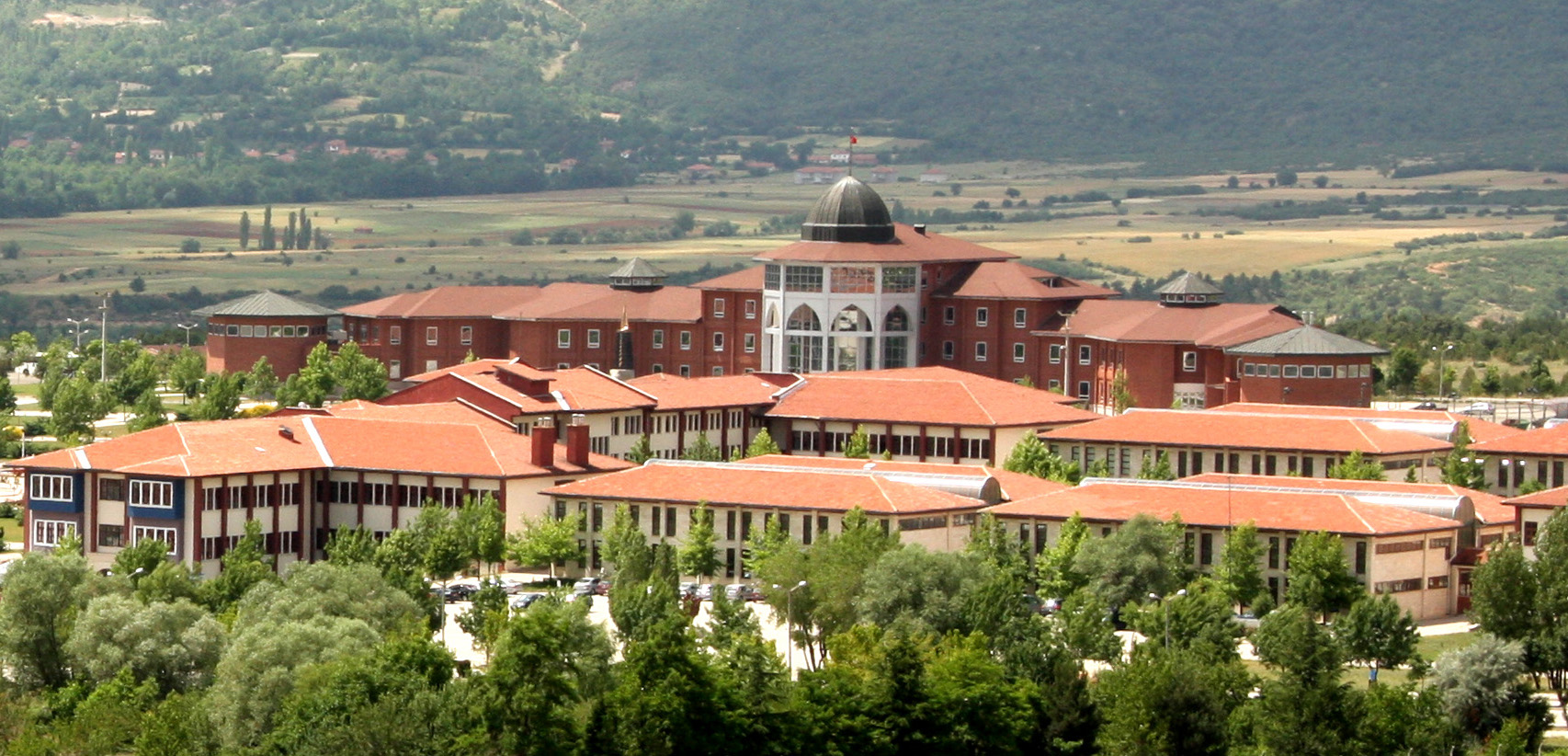
Здание ректората университета в Кютахье

С 1992 года в городе работает Думлупынарский университет в Кютахье (Kütahya Dumlupınar University), прежде — филиал Анатолийского университета. В университете обучается почти 50 тысяч студентов, ведётся научная работа (4300 претендентов на научные звания).
Основной кампус вуза расположен за городом на дороге Кютахья — Тавшанлы. В этом комплексе расположены факультеты искусств и наук, инженерный факультет, факультет экономики и управления, институт естественных и прикладных наук, главная библиотека, поликлиника и различные спортивные сооружения.

## Известные жители
- Абд аль-Вахид
- Эвлия Челеби
- Комитас
- Васиф Онгёрен — драматург
- Шехзаде Баязид-сын Султана Сулеймана

## Города-побратимы
- Бавлы, Татарстан, Россия
- Печ, Венгрия
- Аньцин, КНР

## Галерея

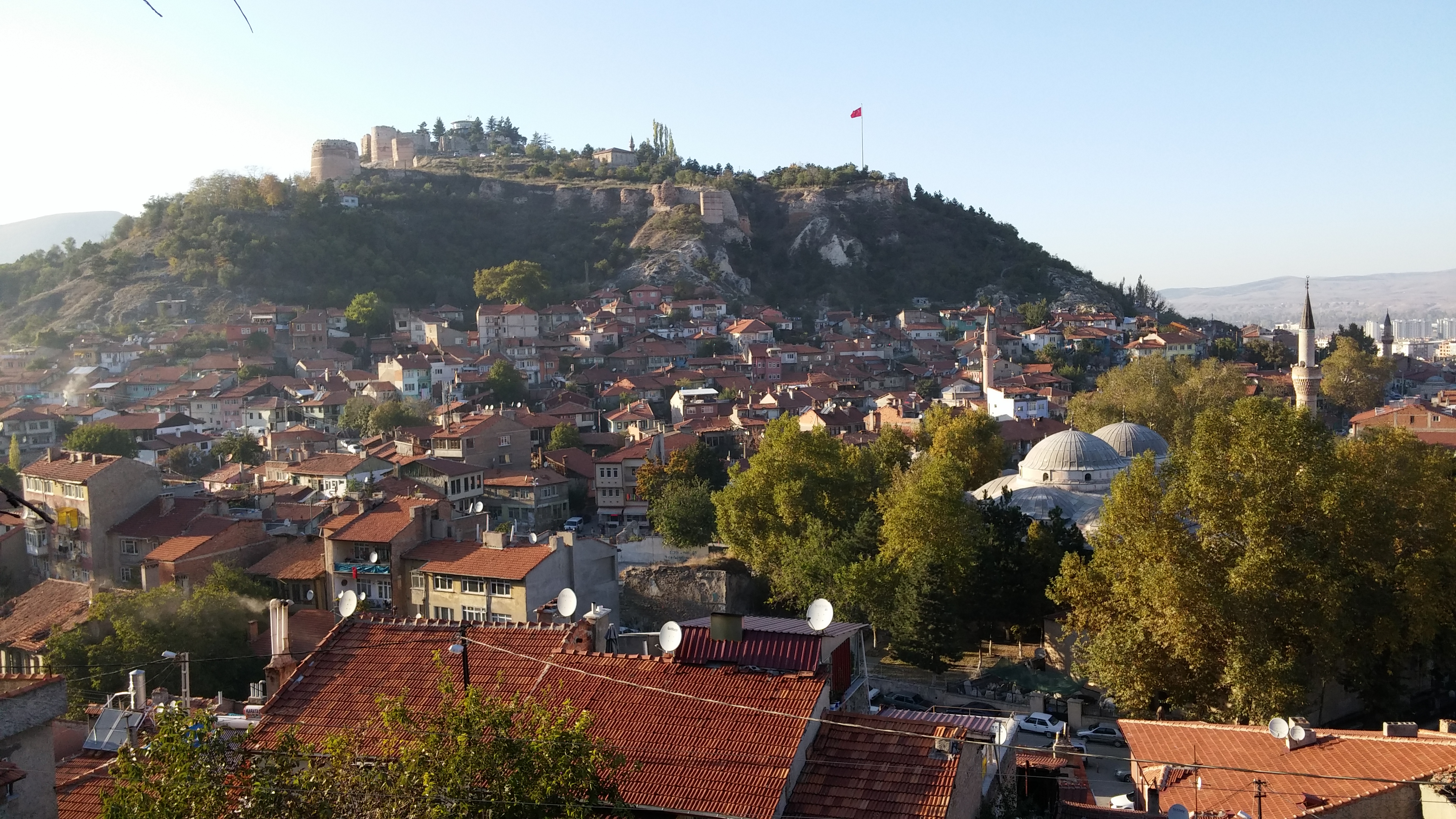
Вид Кютахьи
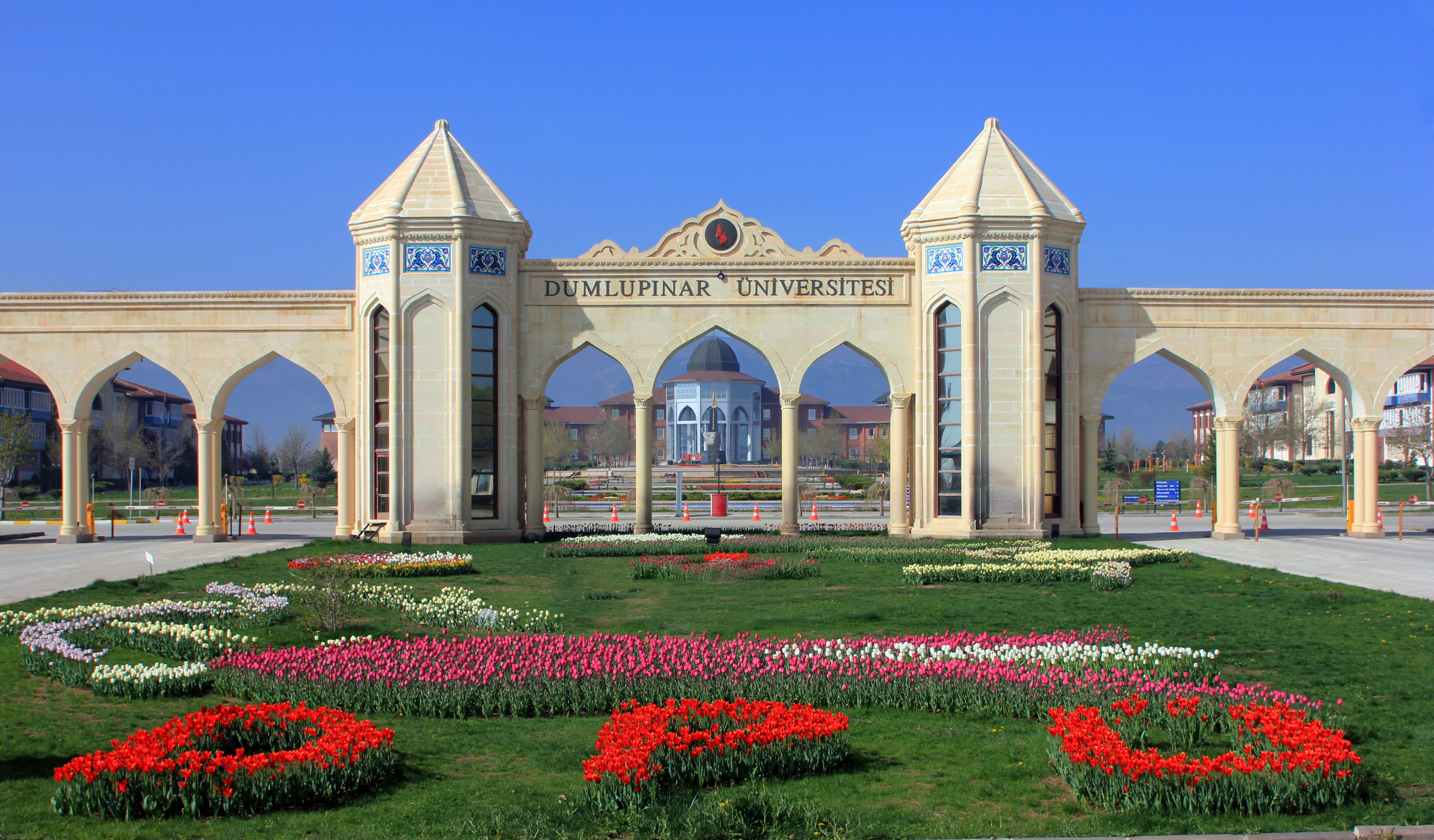
Университет Думлупынар в Кютахье
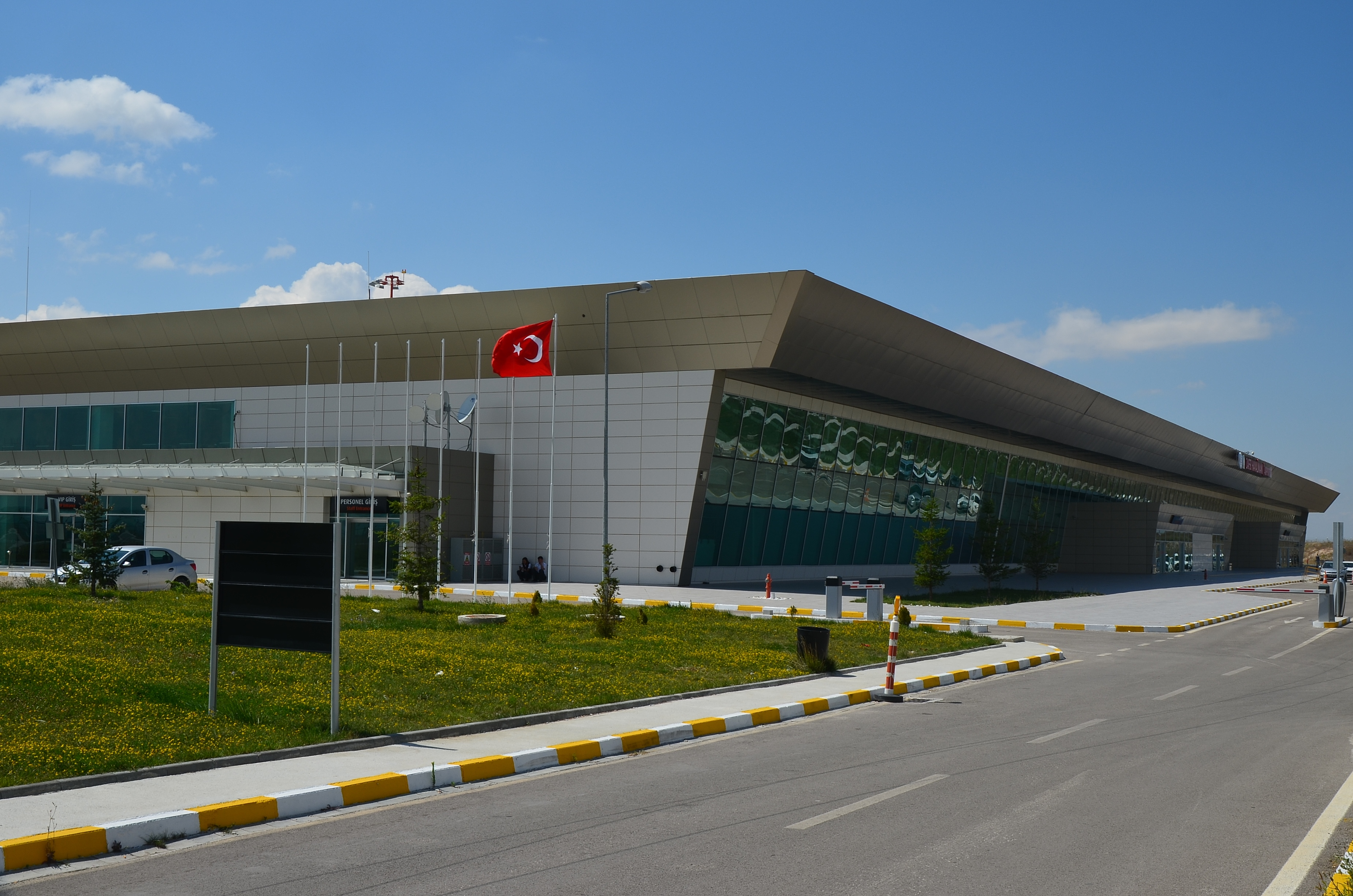
Аэропорт Зафер
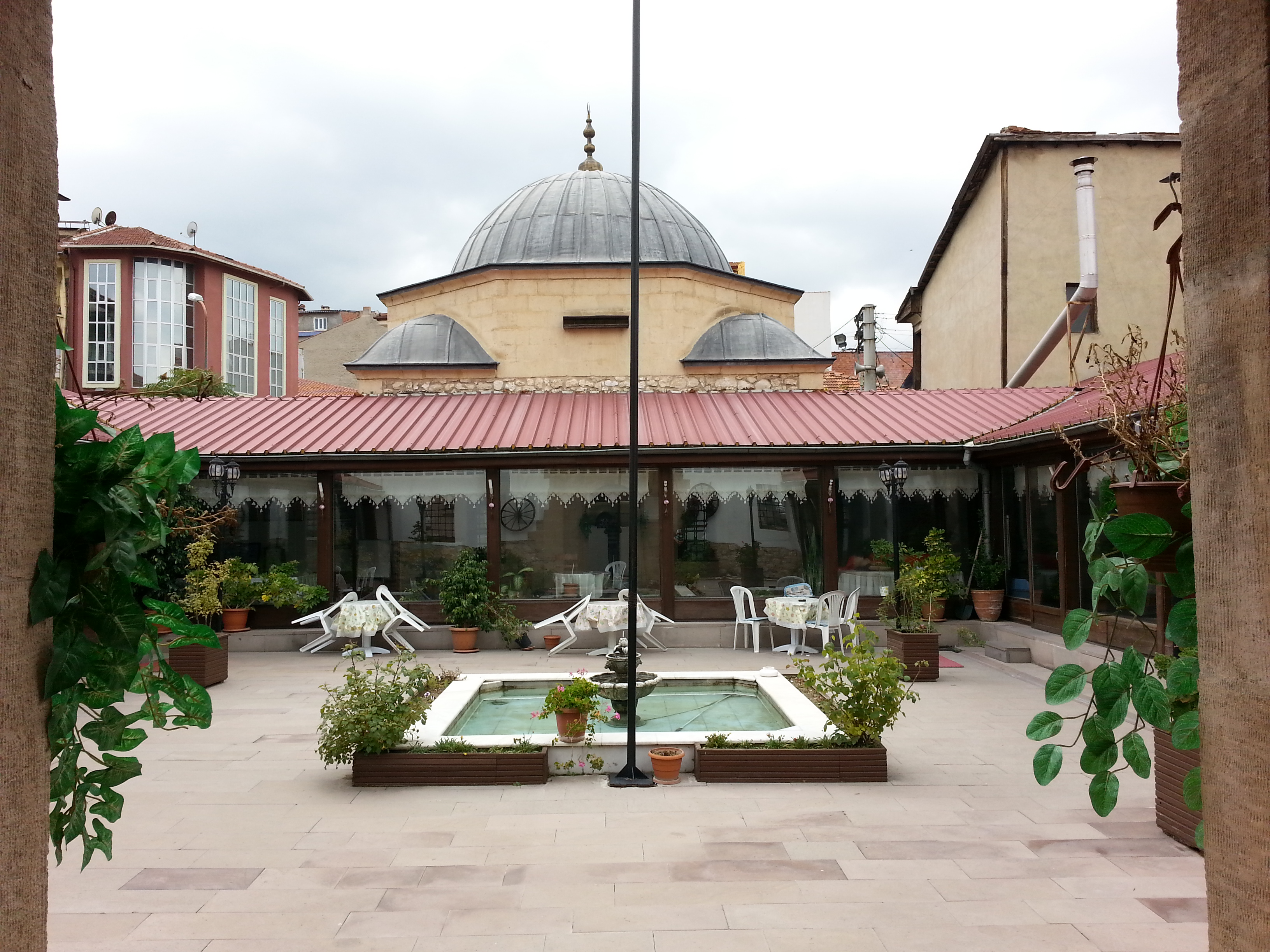
Медресе Рустема Паши
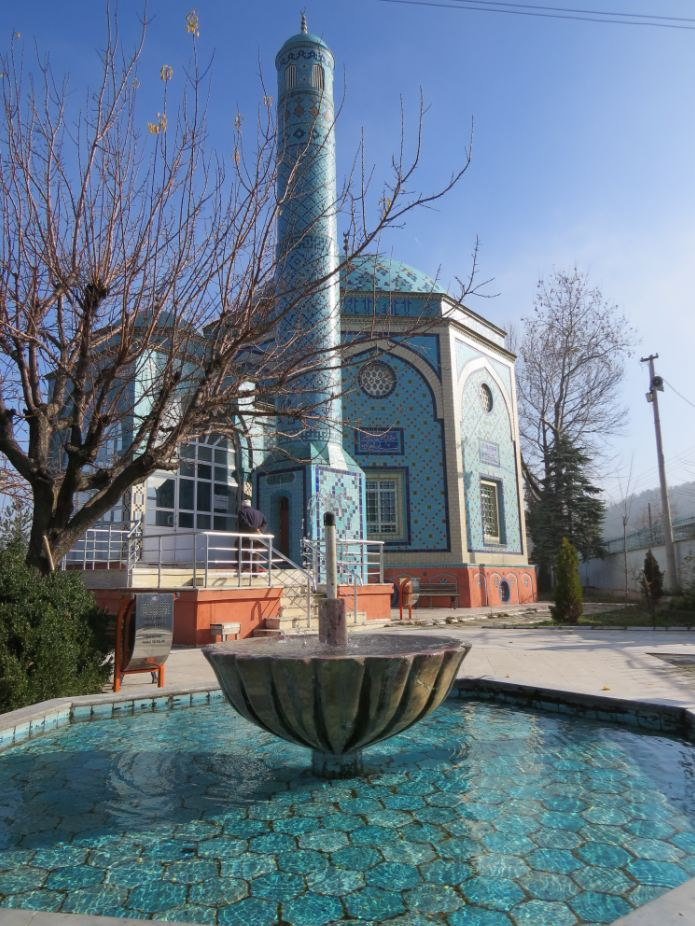
Изразцовая мечеть
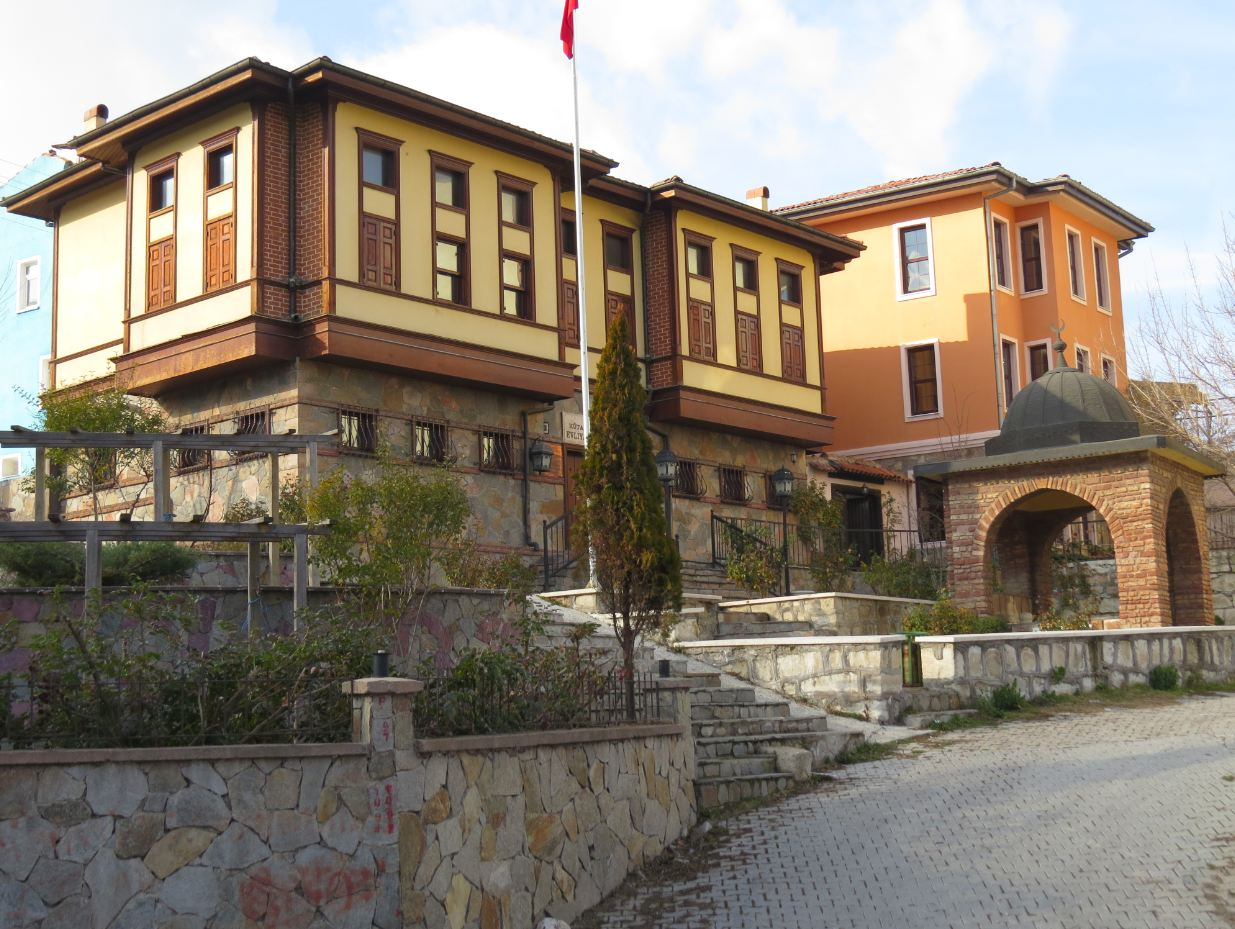
Музей Эвлии Челеби
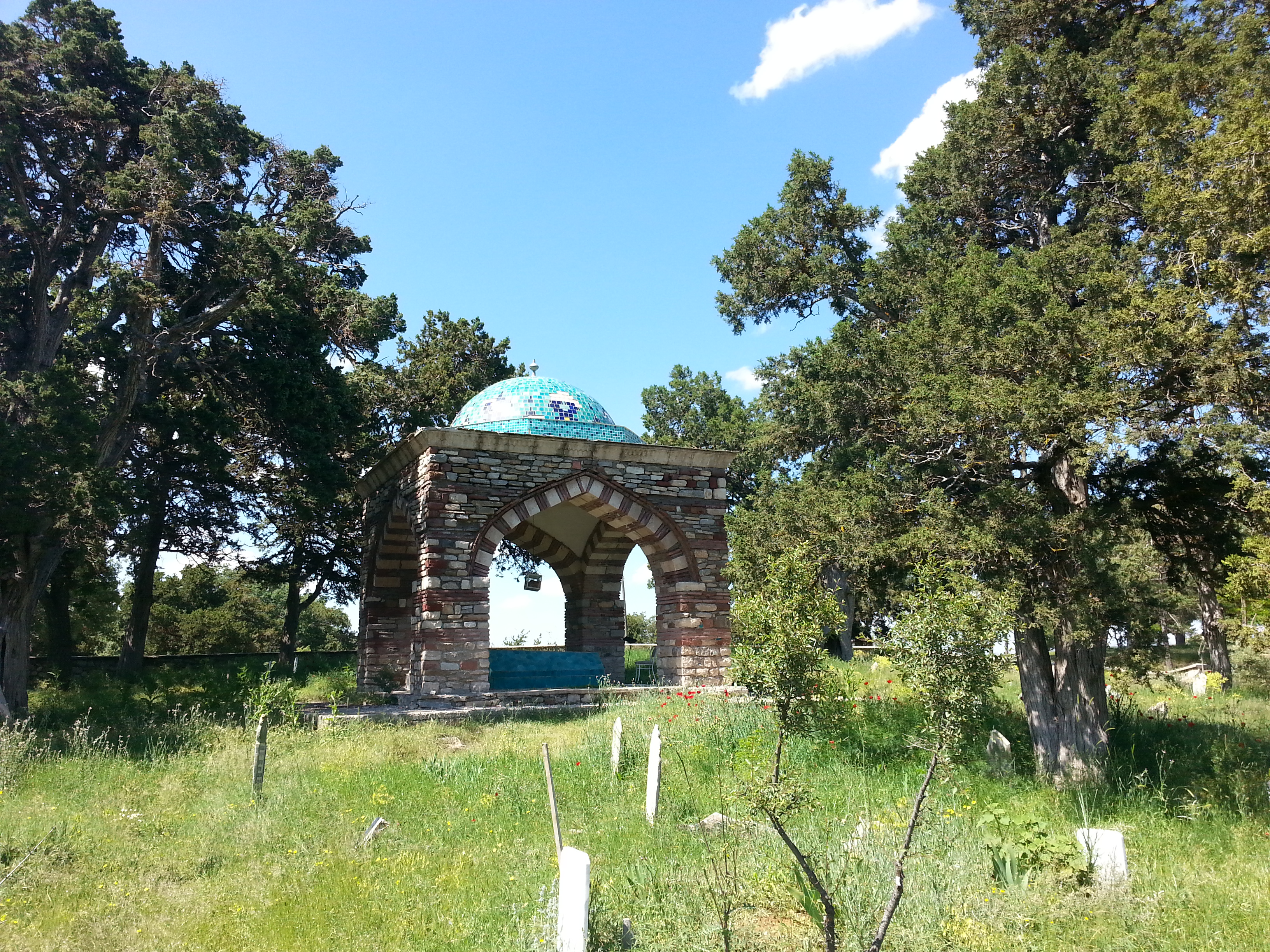
Мать Султана
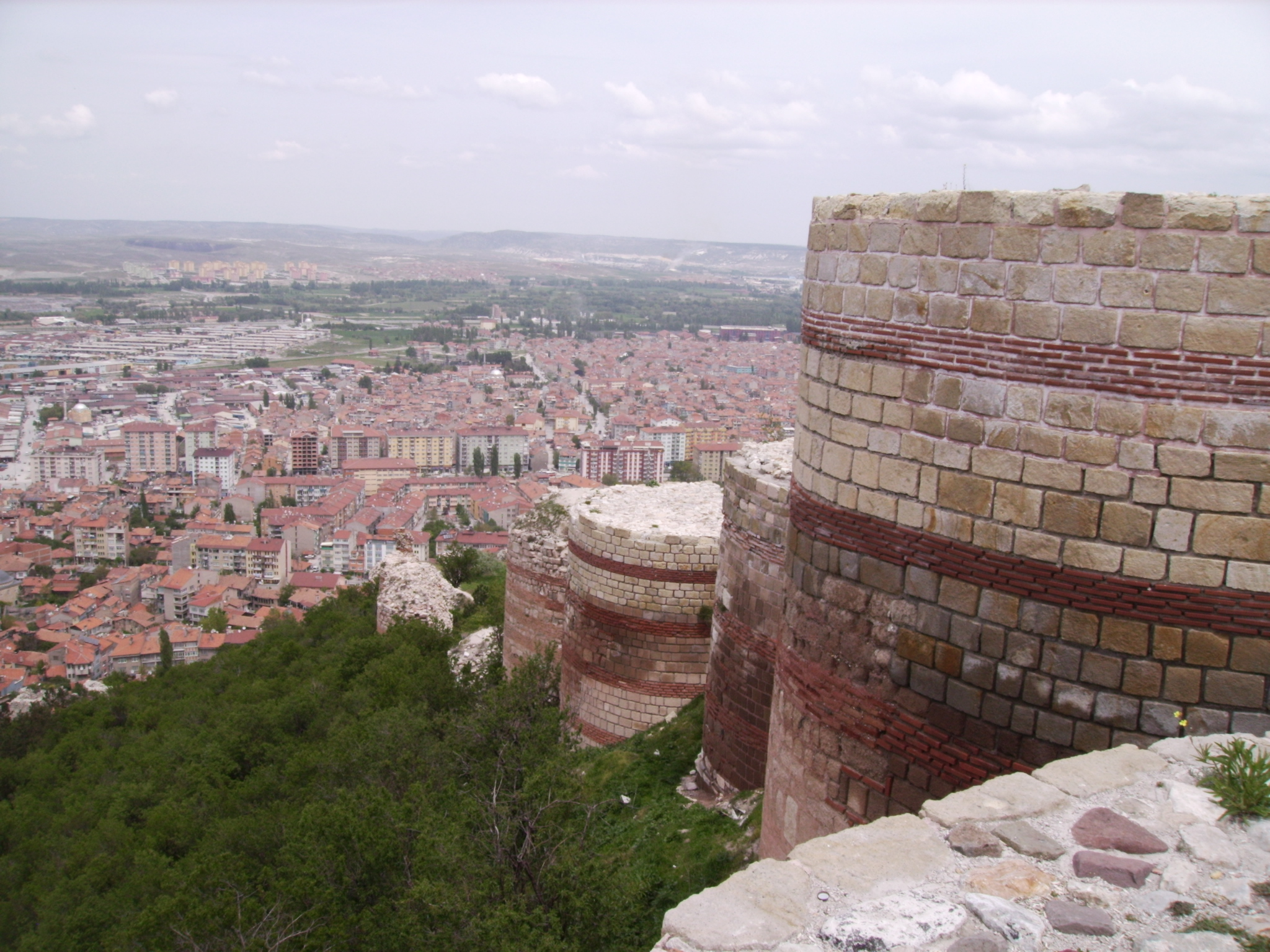
Замок Кютахьи
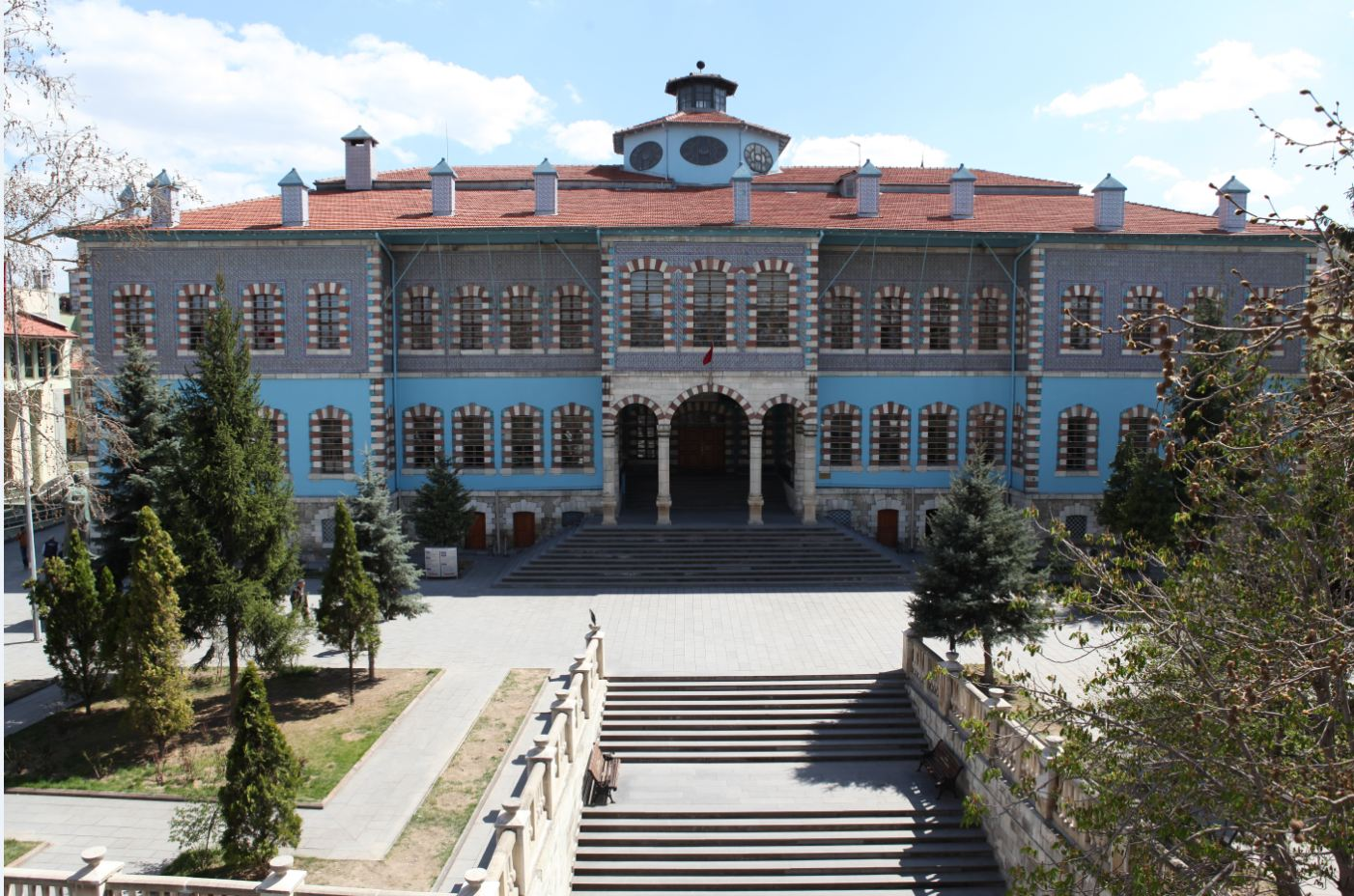
Правительственный дом
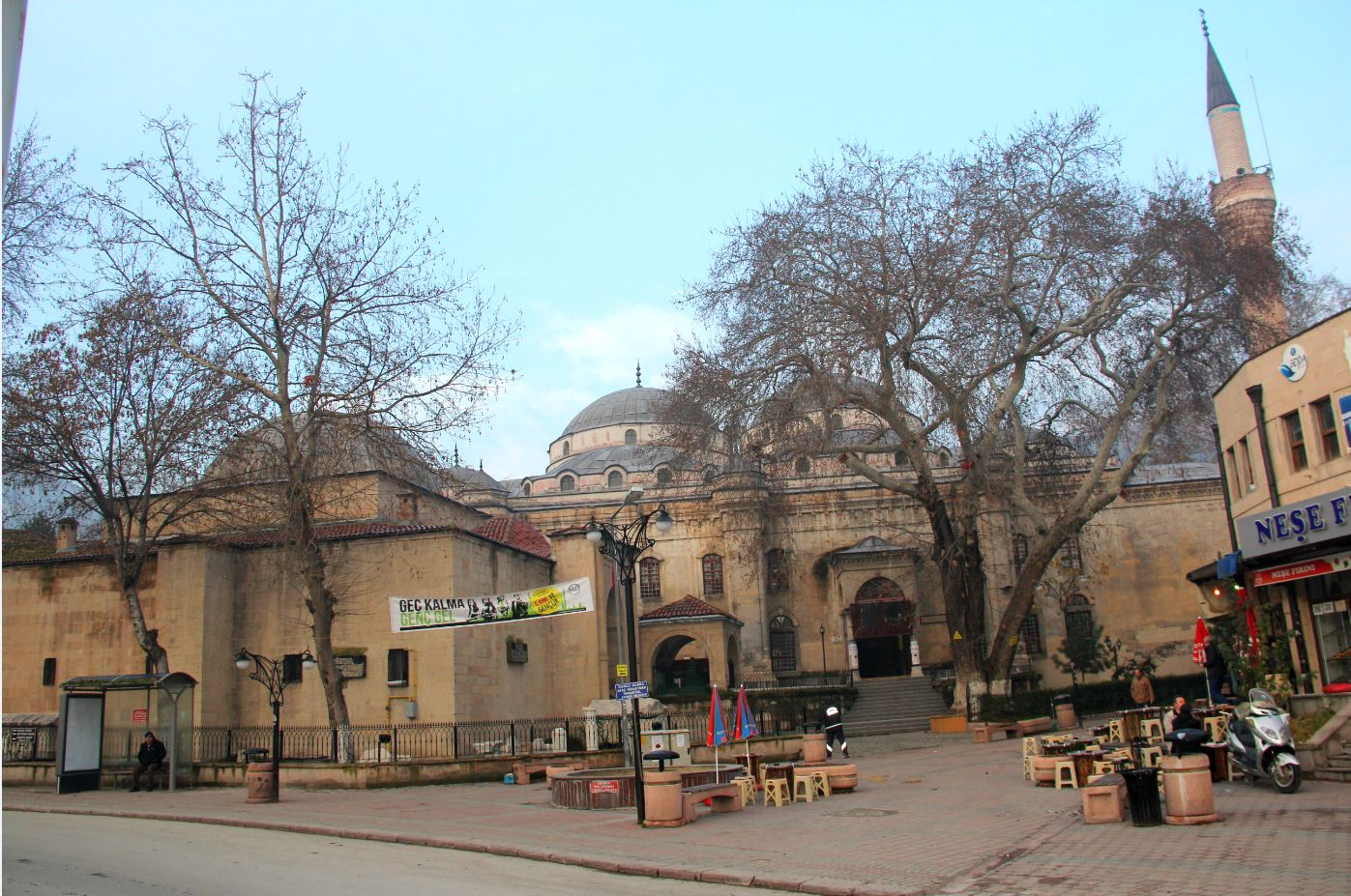
Большая мечеть

Культура
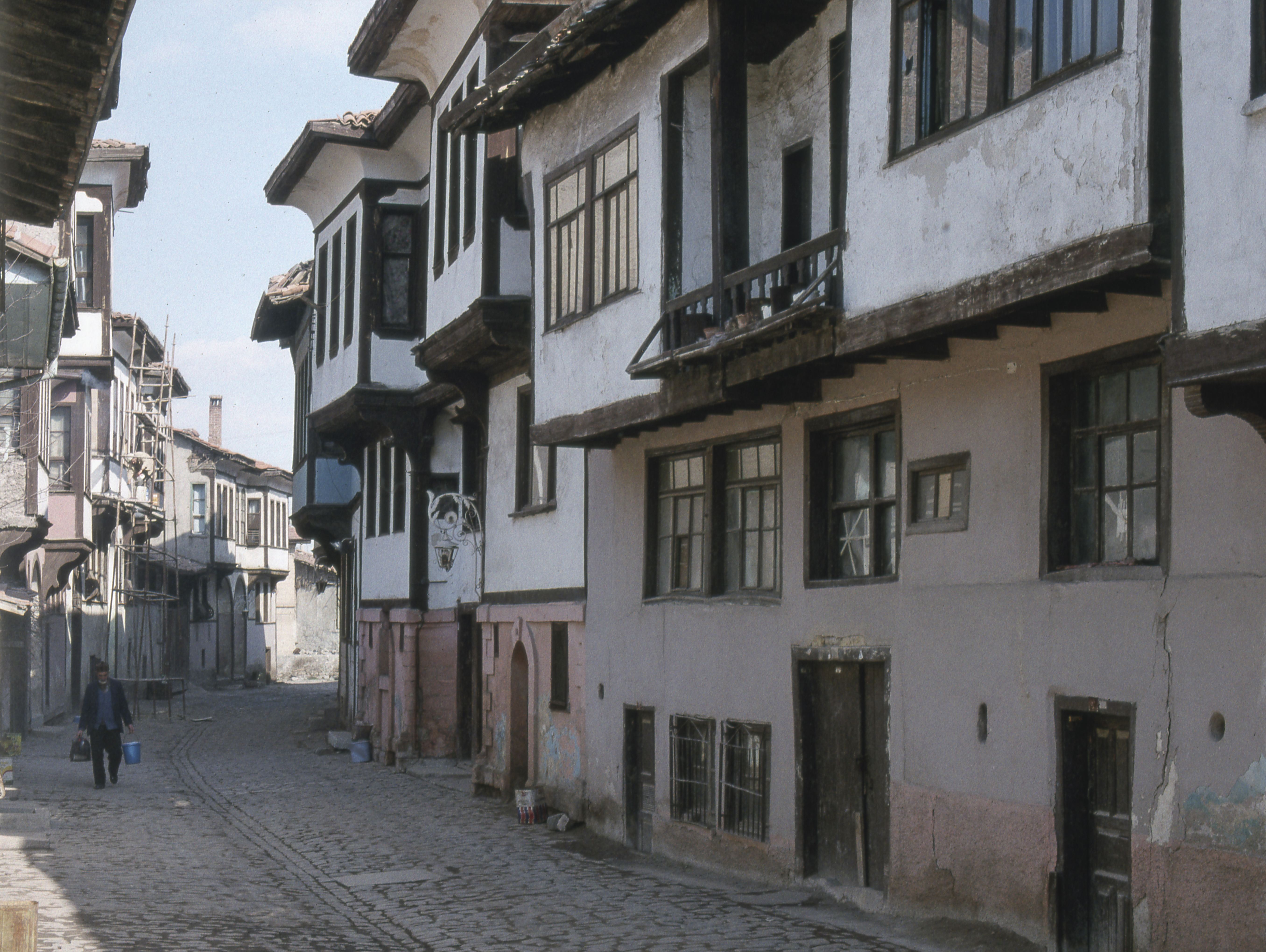
Старый город Кютахьи
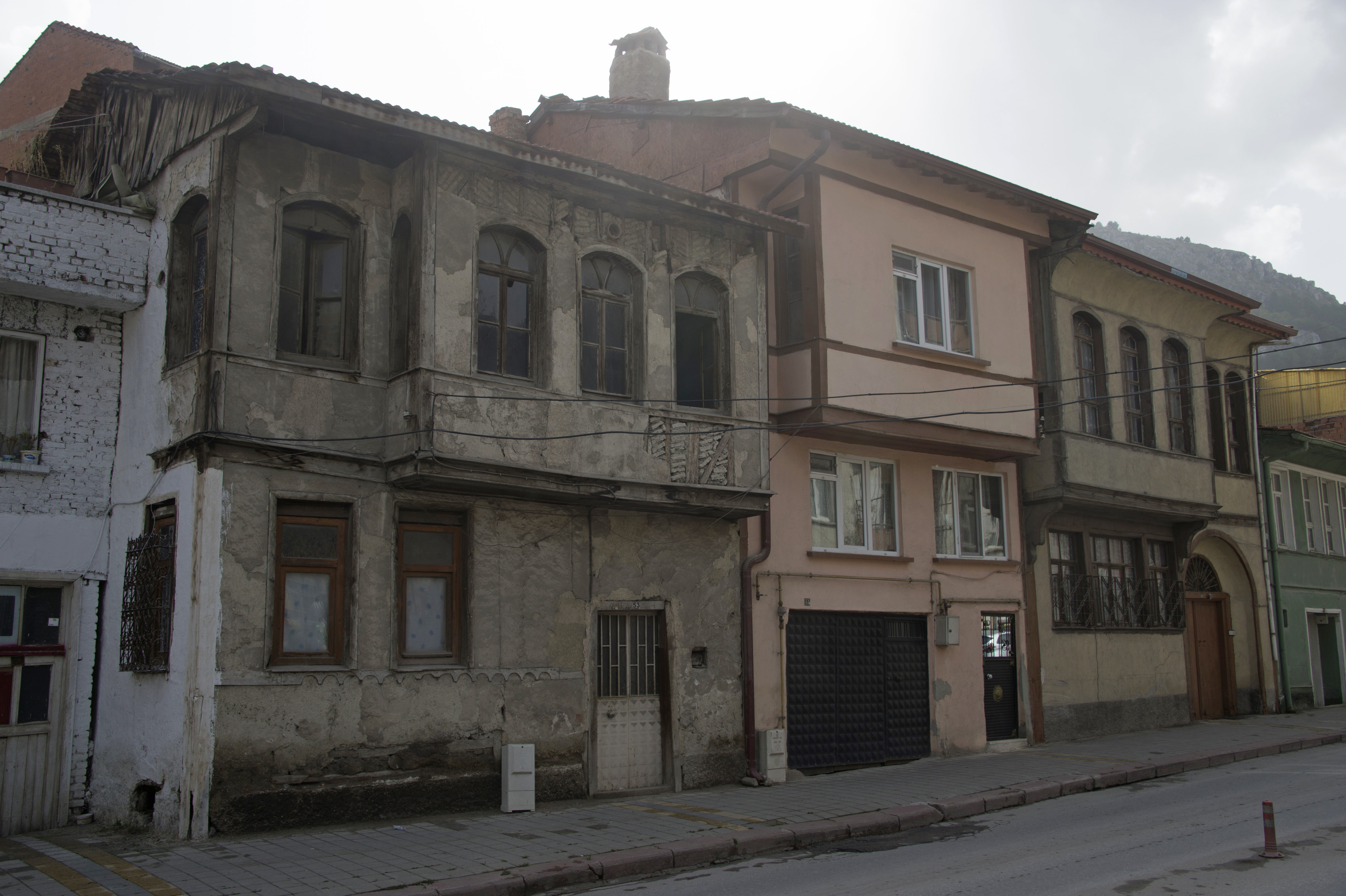
Старые дома Кютахьи в районе Султанбаги
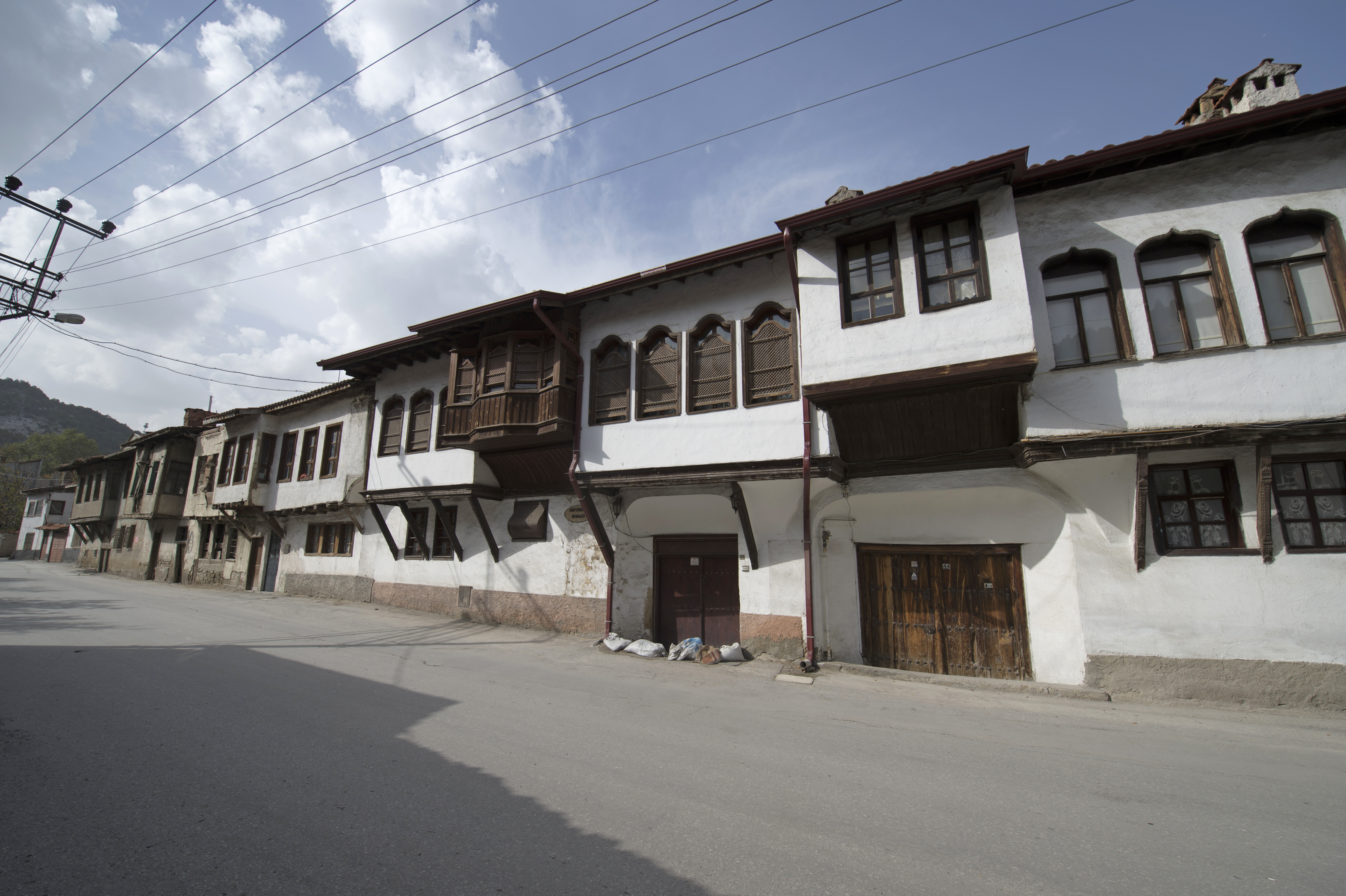
Старые дома Кютахьи в районе Султанбаги
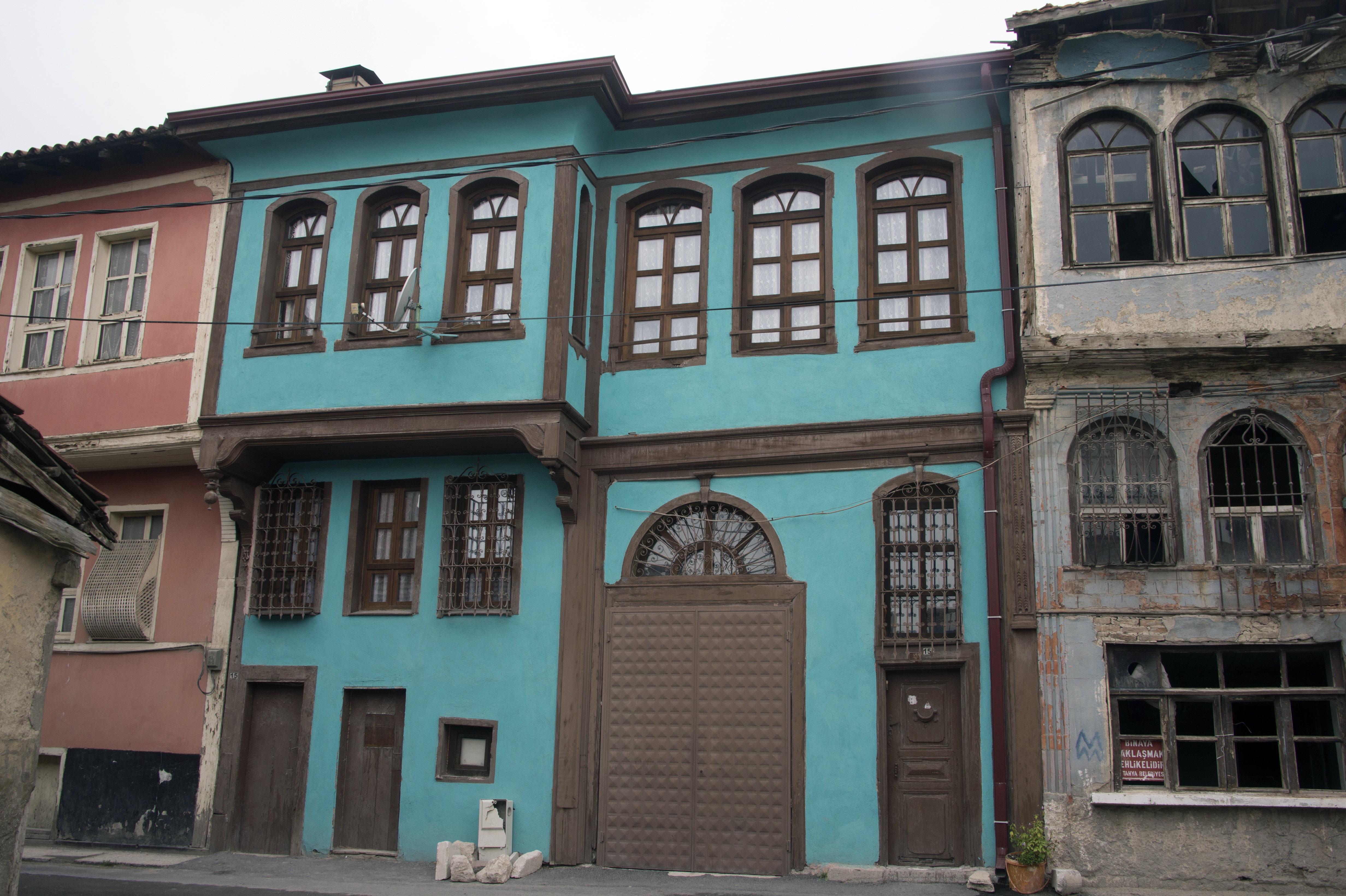
Старые дома Кютахьи в районе Султанбаги
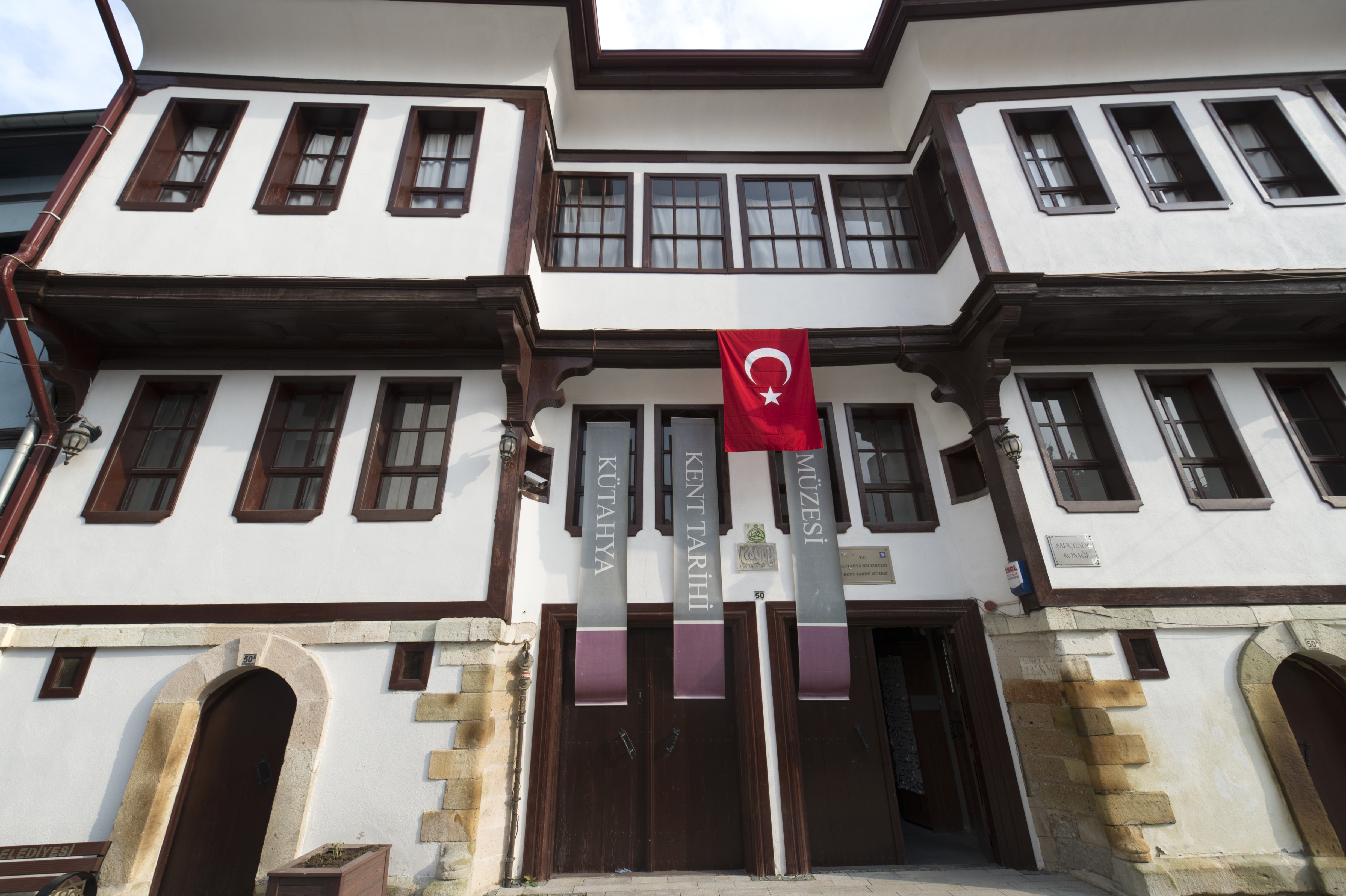
Городской музей Кютахьи
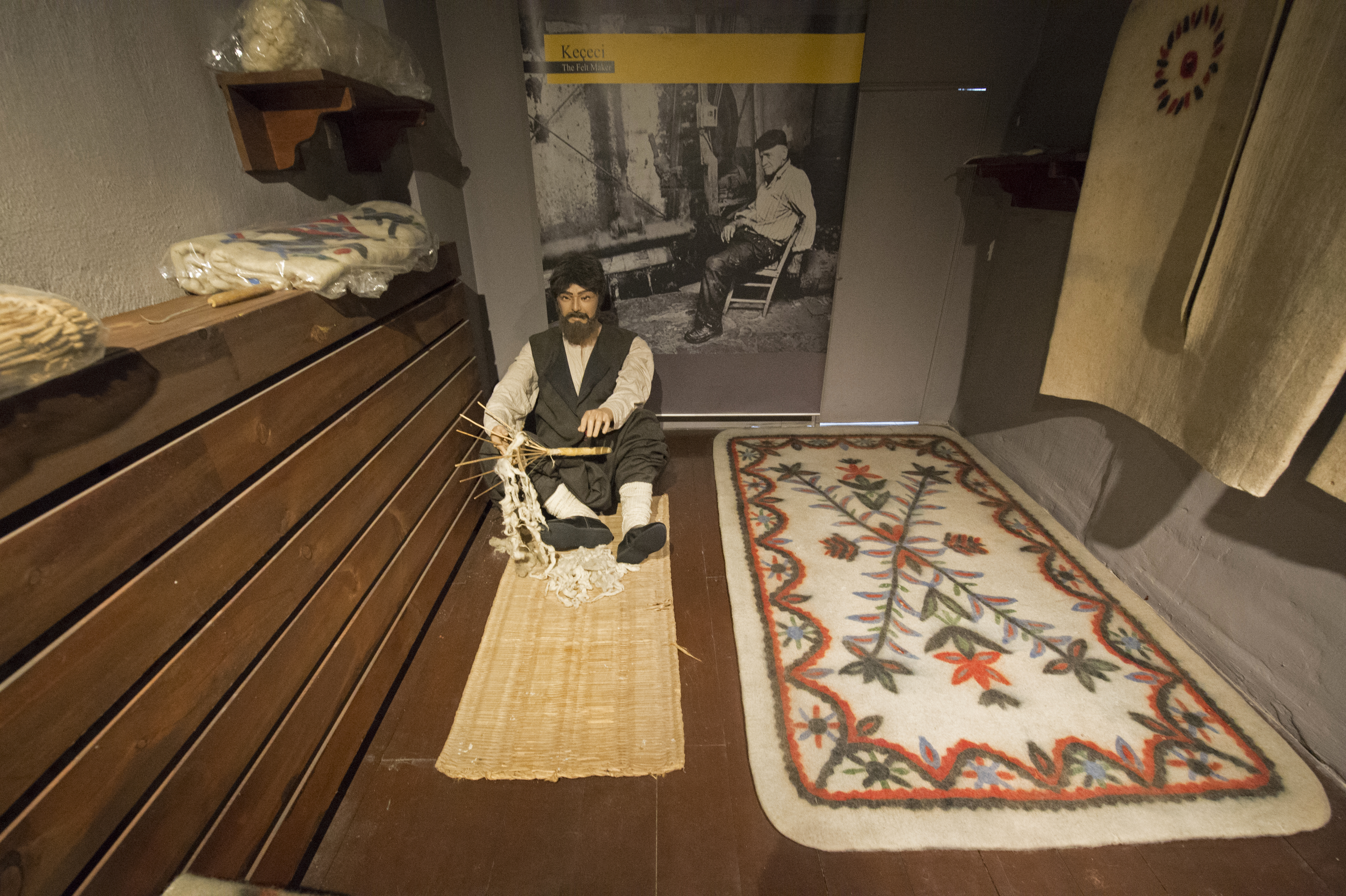
Городской музей Кютахьи. Производитель войлока
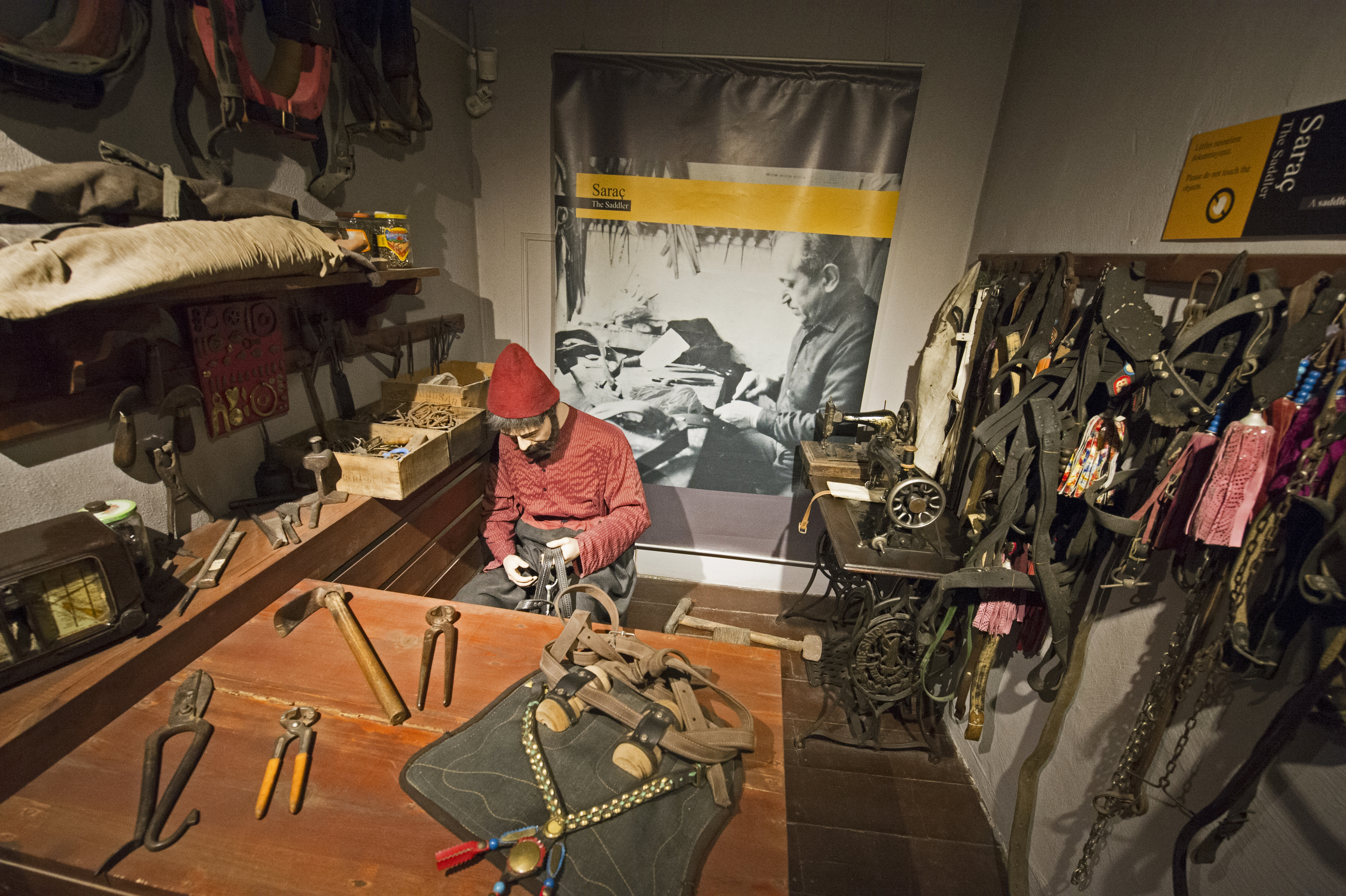
Городской музей Кютахьи. Изготовитель сёдел
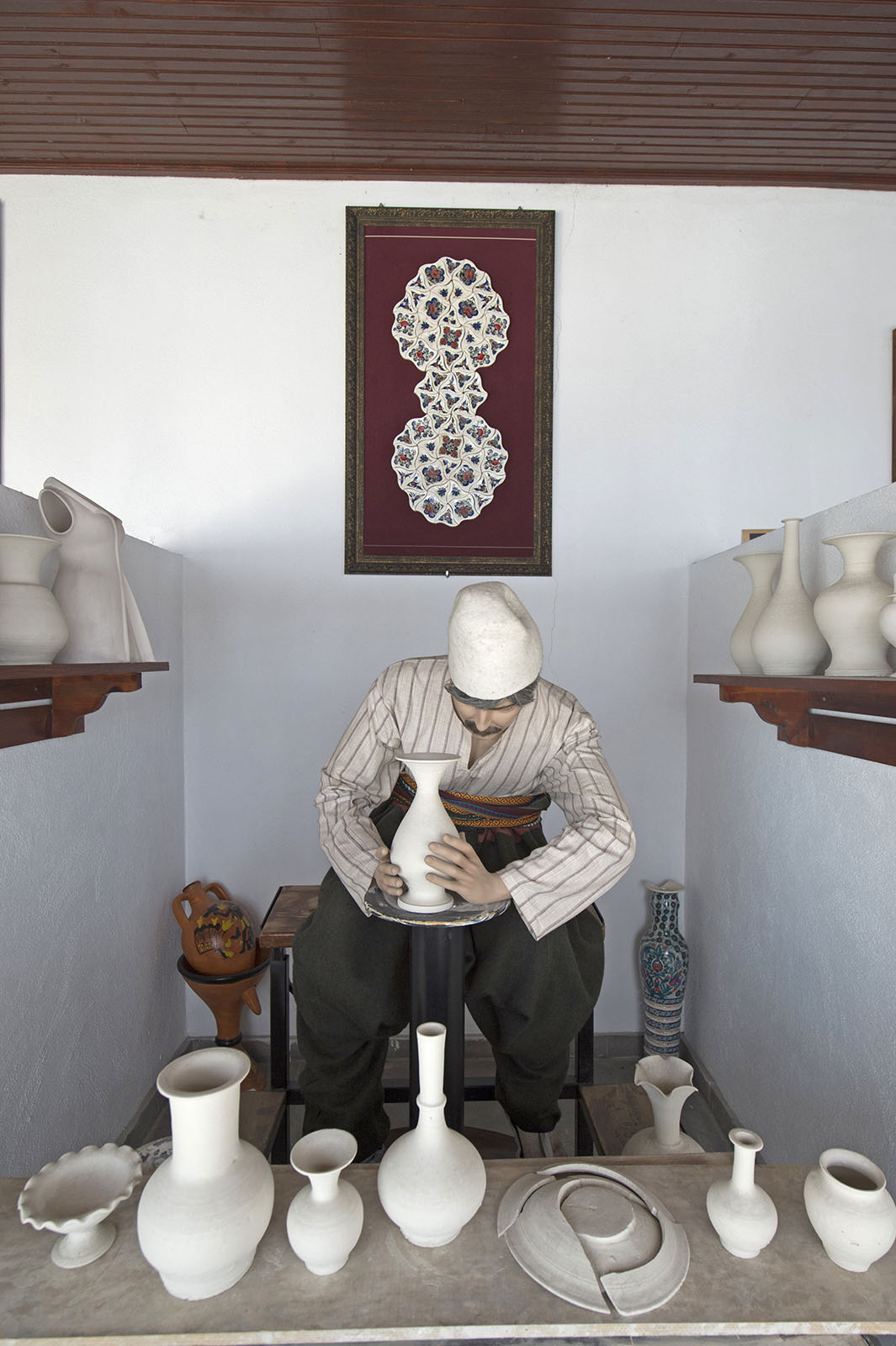
Городской музей Кютахьи. Производитель печенья
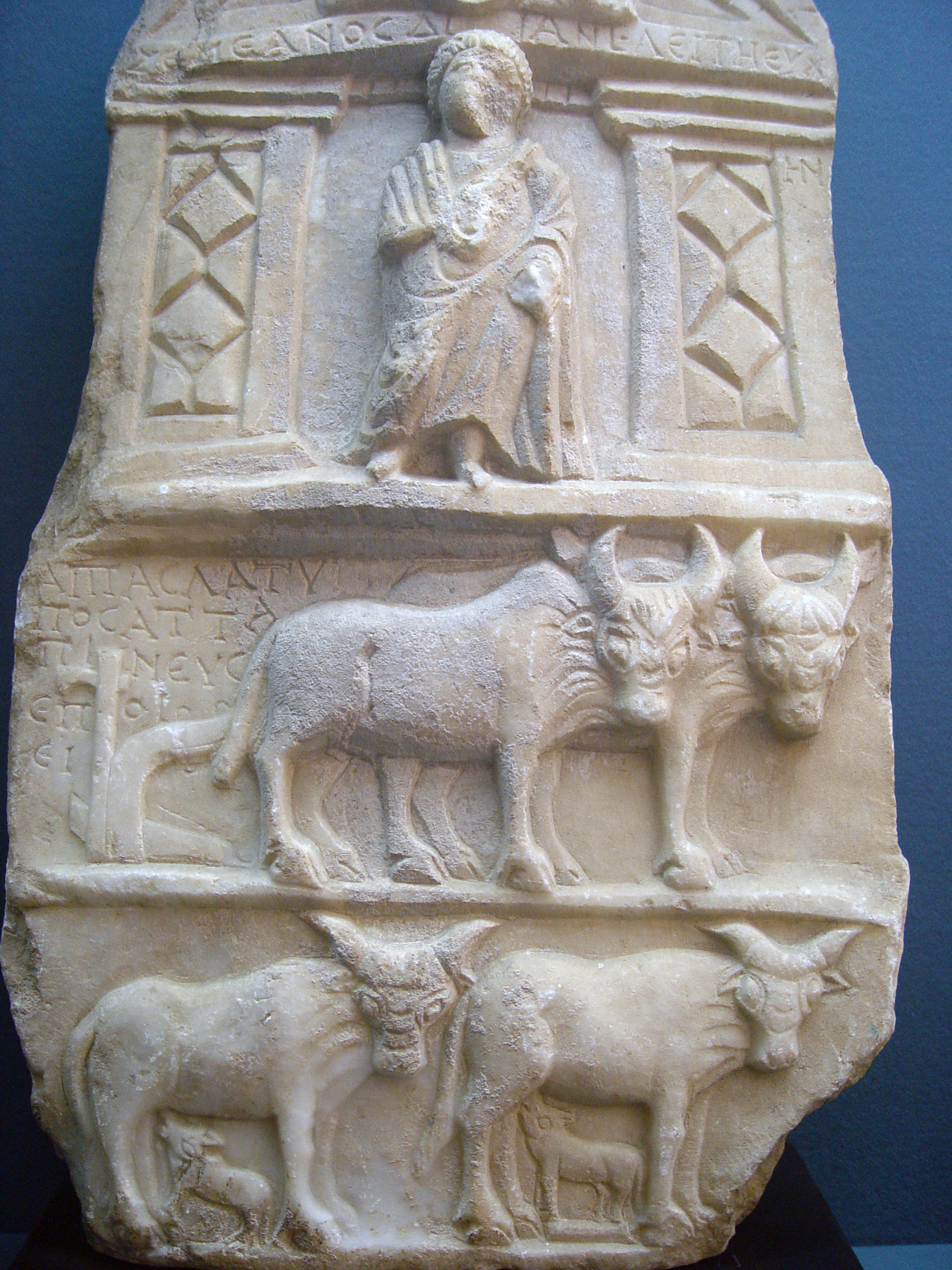
Археологический музей Кютахьи. Стела
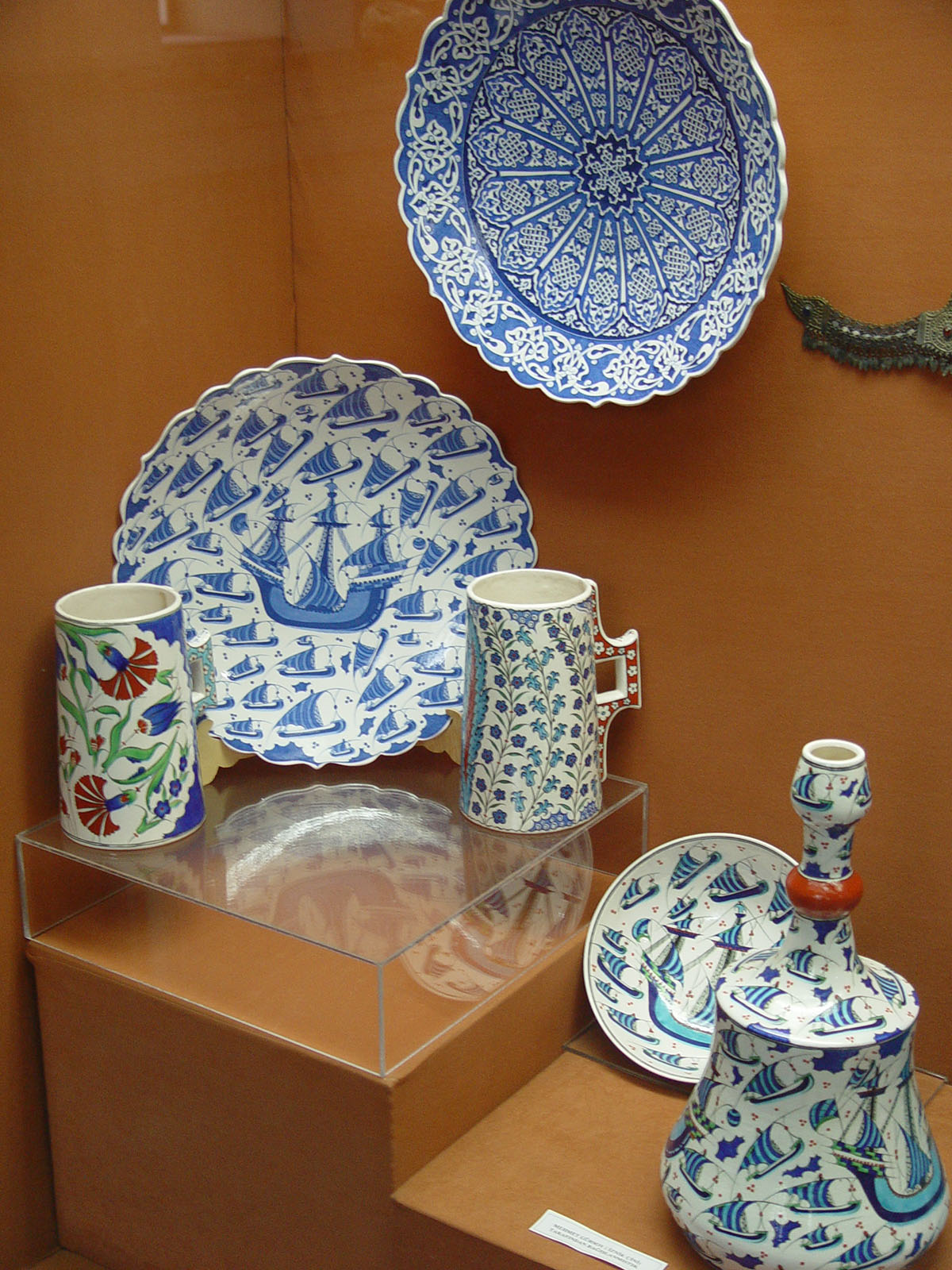
Музей керамики Кютахьи
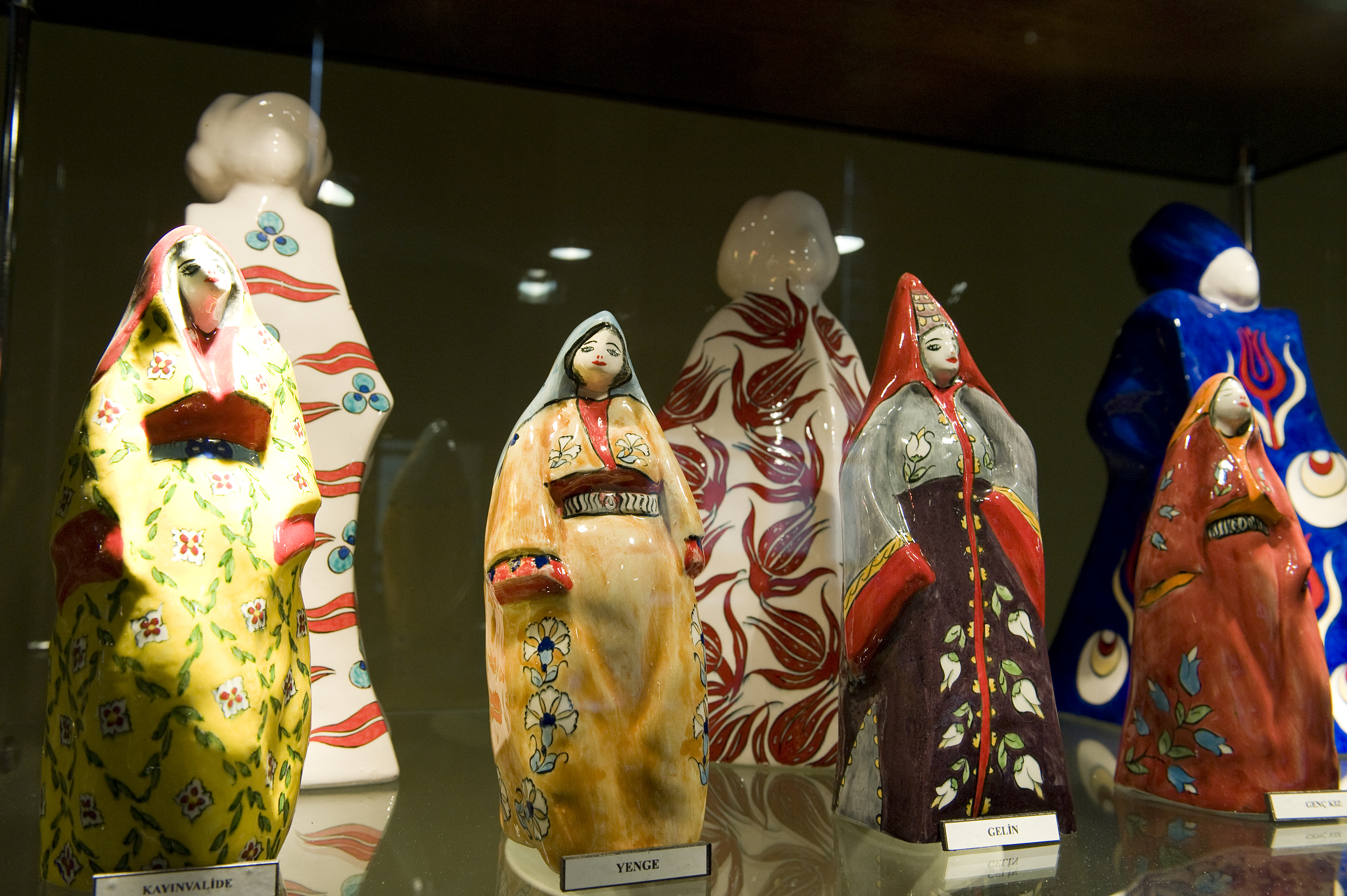
Музей керамики Кютахьи. Фигурки
Дом Лайоша Кошута в Кютахье
Дом Лайоша Кошута в Кютахье
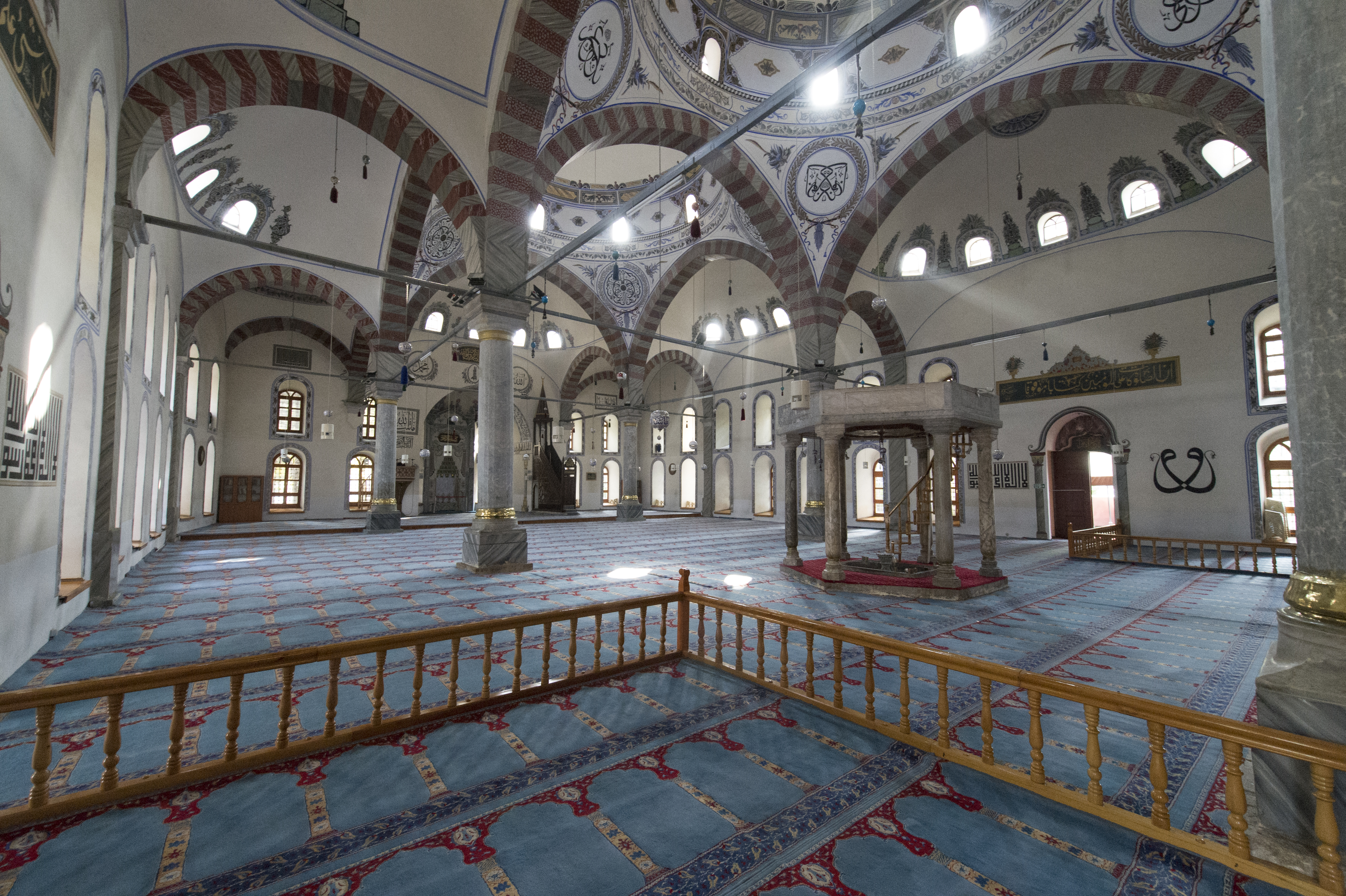
Большая мечеть Кютахьи
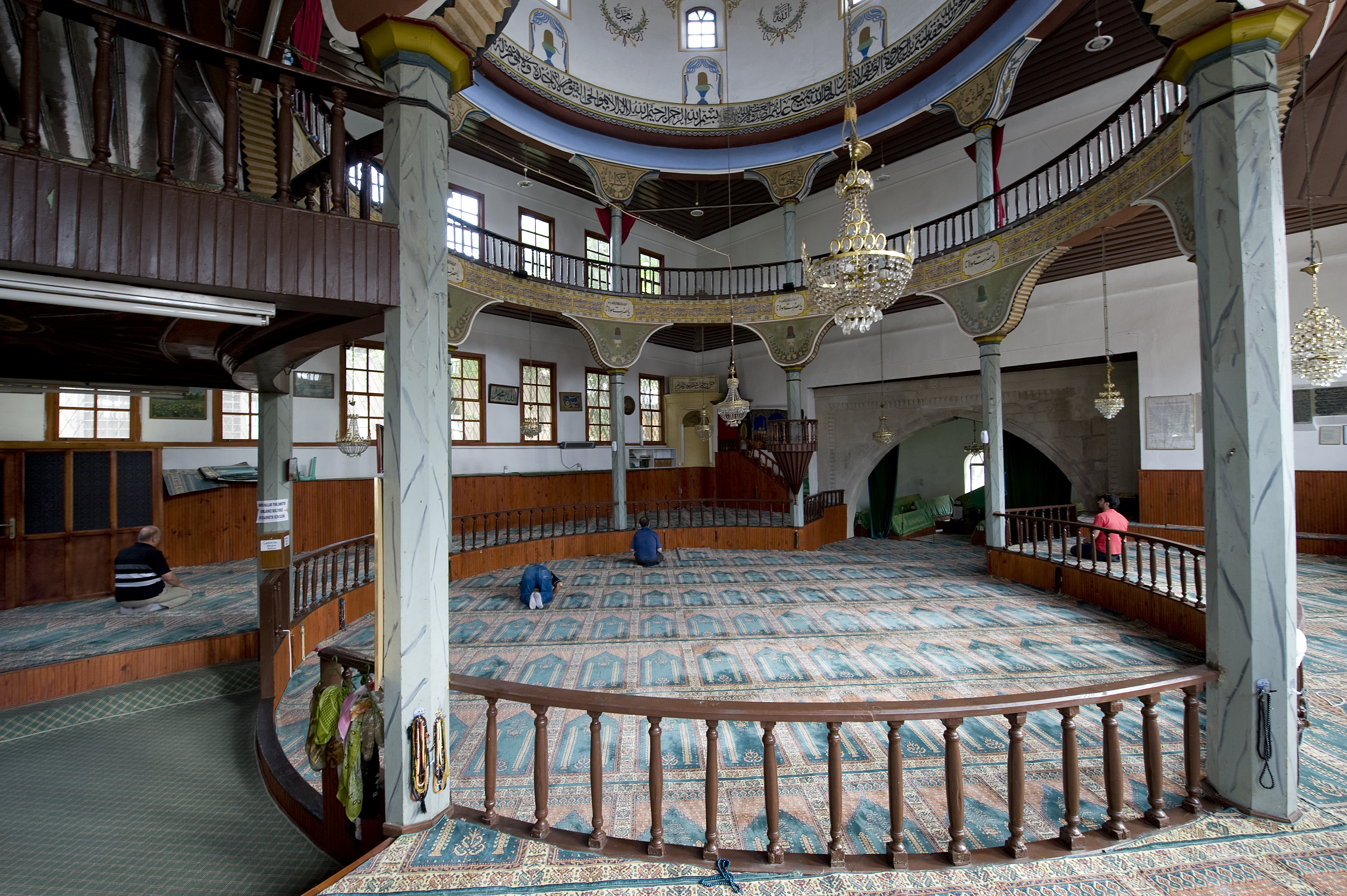
Мечеть Дёненлер в Кютахье
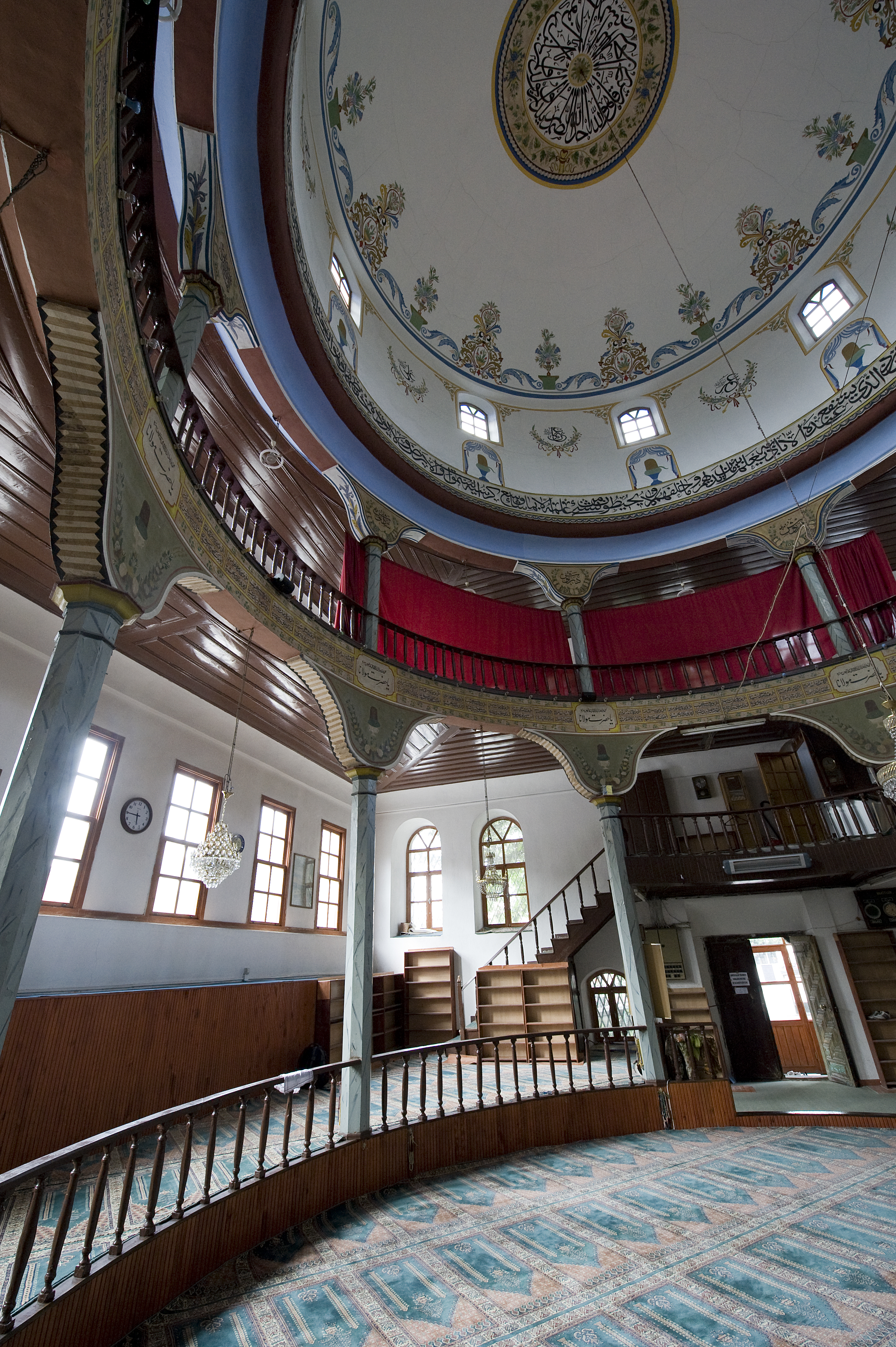
Мечеть Дёненлер в Кютахье
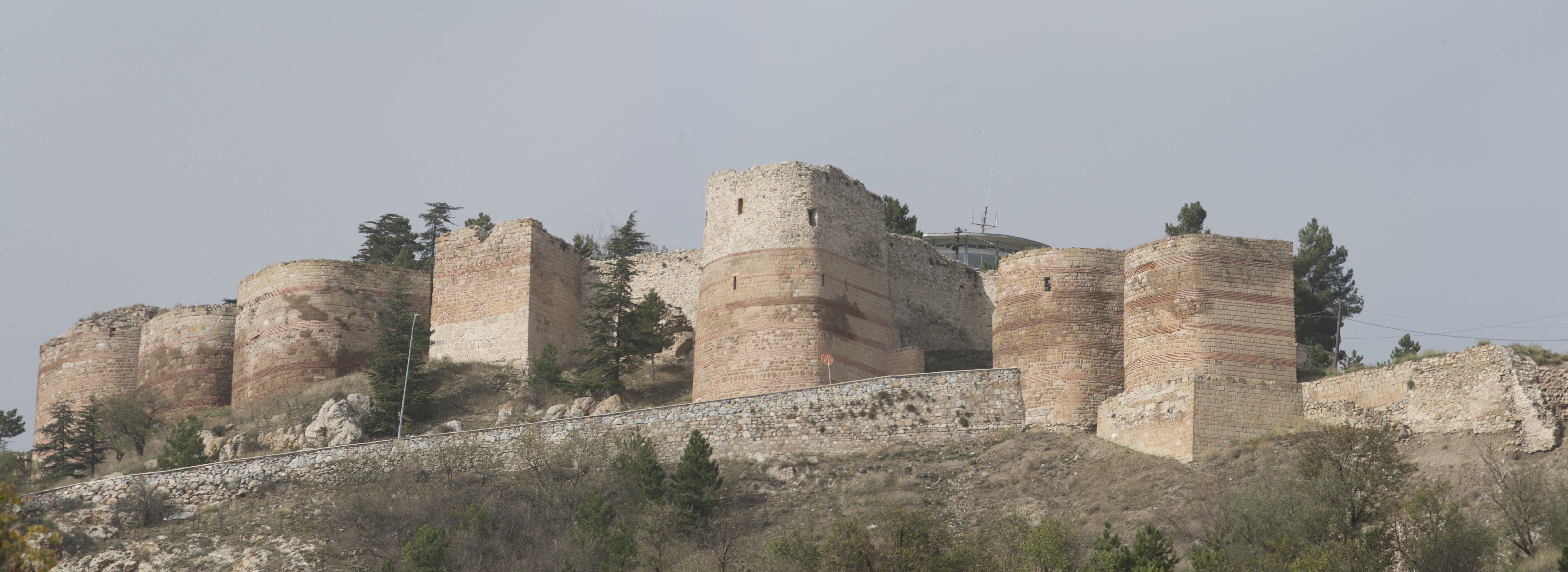
Замковая гора в Кютахье
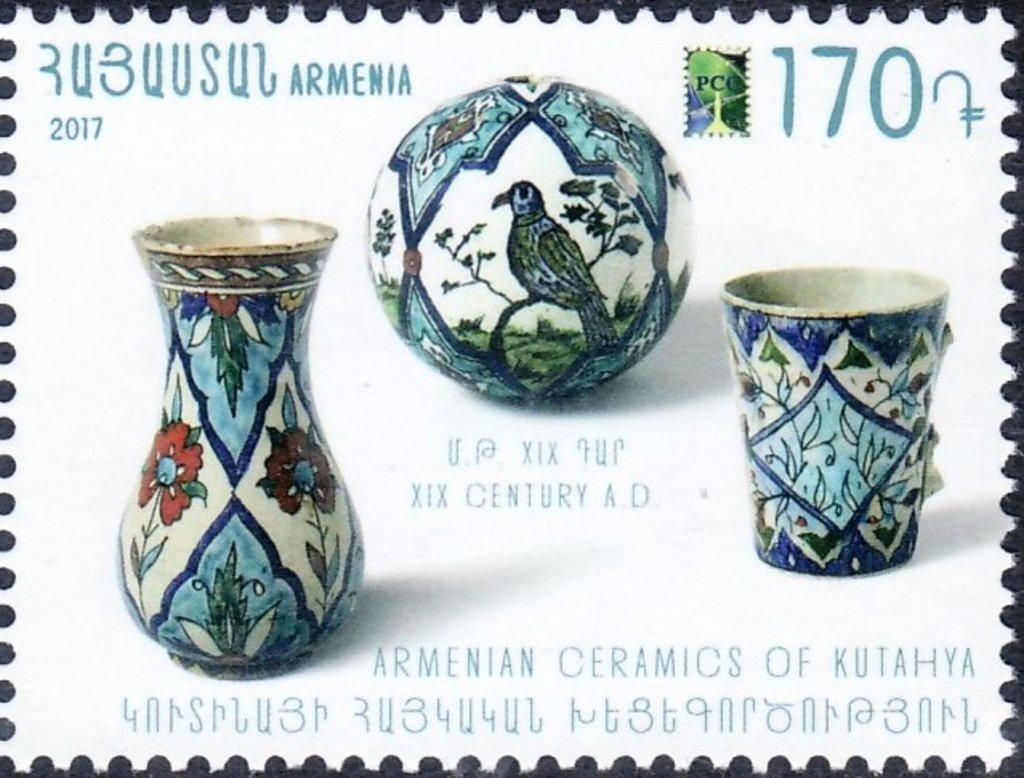
Керамика Кютахья на почтовой марке Армении, 2017